# Liste des monuments historiques protégés en 1986
Cet article recense les monuments historiques français classés ou inscrits en 1986.

## Protections
| Édifice                                                              | Commune                                 | Département             | Région                     | Protection | Base Mérimée                         | Coordonnées                        | Image |
| -------------------------------------------------------------------- | --------------------------------------- | ----------------------- | -------------------------- | ---------- | ------------------------------------ | ---------------------------------- | ----- |
| Chapelle de Châtillon-de-Cornelle                                    | Boyeux-Saint-Jérôme                     | Ain                     | Auvergne-Rhône-Alpes       | inscrit    | « PA00116347 », notice no PA00116347 | 46° 02′ 37″ nord, 5° 28′ 00″ est   |       |
| Maison Racle                                                         | Ferney-Voltaire                         | Ain                     | Auvergne-Rhône-Alpes       | inscrit    | « PA00116398 », notice no PA00116398 | 46° 15′ 16″ nord, 6° 06′ 50″ est   |       |
| Abbaye Notre-Dame de Valsery                                         | Cœuvres-et-Valsery                      | Aisne                   | Hauts-de-France            | classé     | « PA00115602 », notice no PA00115602 | 49° 19′ 15″ nord, 3° 09′ 43″ est   |       |
| Temple de Monneaux                                                   | Essômes-sur-Marne                       | Aisne                   | Hauts-de-France            | inscrit    | « PA00115663 », notice no PA00115663 | 49° 02′ 16″ nord, 3° 20′ 56″ est   |       |
| Abbaye du Mont-Saint-Martin                                          | Gouy                                    | Aisne                   | Hauts-de-France            | inscrit    | « PA00115688 », notice no PA00115688 | 49° 59′ 27″ nord, 3° 15′ 39″ est   |       |
| Église Saint-Laurent de Rozoy-sur-Serre                              | Rozoy-sur-Serre                         | Aisne                   | Hauts-de-France            | classé     | « PA00115894 », notice no PA00115894 | 49° 42′ 28″ nord, 4° 07′ 42″ est   |       |
| Château de Chaugy                                                    | Bessay-sur-Allier                       | Allier                  | Auvergne-Rhône-Alpes       | classé     | « PA00092994 », notice no PA00092994 | 46° 26′ 34″ nord, 3° 22′ 43″ est   |       |
| Église Saint-Pierre                                                  | Châtelperron                            | Allier                  | Auvergne-Rhône-Alpes       | inscrit    | « PA00093054 », notice no PA00093054 | 46° 24′ 01″ nord, 3° 38′ 13″ est   |       |
| Château de Bord-Peschin                                              | Doyet                                   | Allier                  | Auvergne-Rhône-Alpes       | inscrit    | « PA00093086 », notice no PA00093086 | 46° 20′ 09″ nord, 2° 45′ 37″ est   |       |
| Prieuré-Donjon de La Ferté-Hauterive                                 | Ferté-Hauterive (La)                    | Allier                  | Auvergne-Rhône-Alpes       | inscrit    | « PA00093103 », notice no PA00093103 | 46° 23′ 56″ nord, 3° 20′ 12″ est   |       |
| Chapelle Saint-Étienne                                               | Hérisson                                | Allier                  | Auvergne-Rhône-Alpes       | classé     | « PA00093113 », notice no PA00093113 | 46° 30′ 43″ nord, 2° 42′ 08″ est   |       |
| Château d'Hérisson                                                   | Hérisson                                | Allier                  | Auvergne-Rhône-Alpes       | classé     | « PA00093114 », notice no PA00093114 | 46° 30′ 33″ nord, 2° 42′ 47″ est   |       |
| Château de Bisseret                                                  | Lavault-Sainte-Anne                     | Allier                  | Auvergne-Rhône-Alpes       | inscrit    | « PA00093134 », notice no PA00093134 | 46° 18′ 54″ nord, 2° 36′ 56″ est   |       |
| Maison Mantin                                                        | Moulins                                 | Allier                  | Auvergne-Rhône-Alpes       | inscrit    | « PA00093213 », notice no PA00093213 | 46° 34′ 01″ nord, 3° 19′ 50″ est   |       |
| Ancienne cour des comptes des ducs de Bourbon                        | Moulins                                 | Allier                  | Auvergne-Rhône-Alpes       | inscrit    | « PA00093194 », notice no PA00093194 | 46° 33′ 57″ nord, 3° 19′ 56″ est   |       |
| Église Saint-Pierre                                                  | Moulins                                 | Allier                  | Auvergne-Rhône-Alpes       | classé     | « PA00093196 », notice no PA00093196 | 46° 33′ 45″ nord, 3° 20′ 01″ est   |       |
| Château de Saint-Géran                                               | Saint-Gérand-de-Vaux                    | Allier                  | Auvergne-Rhône-Alpes       | classé     | « PA00093272 », notice no PA00093272 | 46° 22′ 23″ nord, 3° 24′ 11″ est   |       |
| Beffroi                                                              | Saint-Pourçain-sur-Sioule               | Allier                  | Auvergne-Rhône-Alpes       | inscrit    | « PA00093287 », notice no PA00093287 | 46° 18′ 27″ nord, 3° 17′ 22″ est   |       |
| Château de Veauce                                                    | Veauce                                  | Allier                  | Auvergne-Rhône-Alpes       | inscrit    | « PA00093330 », notice no PA00093330 | 46° 09′ 50″ nord, 3° 03′ 19″ est   |       |
| Kiosque du parc des Bourins                                          | Vichy                                   | Allier                  | Auvergne-Rhône-Alpes       | inscrit    | « PA00093345 », notice no PA00093345 | 46° 07′ 04″ nord, 3° 25′ 47″ est   |       |
| Source des Célestins                                                 | Vichy                                   | Allier                  | Auvergne-Rhône-Alpes       | inscrit    | « PA00093349 », notice no PA00093349 | 46° 07′ 11″ nord, 3° 25′ 24″ est   |       |
| Source Lardy                                                         | Vichy                                   | Allier                  | Auvergne-Rhône-Alpes       | inscrit    | « PA00093350 », notice no PA00093350 | 46° 07′ 15″ nord, 3° 25′ 33″ est   |       |
| Château d'Allemagne-en-Provence                                      | Allemagne-en-Provence                   | Alpes-de-Haute-Provence | Provence-Alpes-Côte d'Azur | classé     | « PA00080348 », notice no PA00080348 | 43° 47′ 00″ nord, 6° 00′ 27″ est   |       |
| Villa Costebelle                                                     | Barcelonnette                           | Alpes-de-Haute-Provence | Provence-Alpes-Côte d'Azur | inscrit    | « PA00080355 », notice no PA00080355 | 44° 23′ 21″ nord, 6° 39′ 17″ est   |       |
| Château des Magnans                                                  | Jausiers                                | Alpes-de-Haute-Provence | Provence-Alpes-Côte d'Azur | inscrit    | « PA00080406 », notice no PA00080406 | 44° 25′ 04″ nord, 6° 44′ 34″ est   |       |
| Hôtel Ferrier                                                        | Riez                                    | Alpes-de-Haute-Provence | Provence-Alpes-Côte d'Azur | classé     | « PA00080456 », notice no PA00080456 | 43° 49′ 36″ nord, 6° 07′ 44″ est   |       |
| Porte de Gênes                                                       | Breil-sur-Roya                          | Alpes-Maritimes         | Provence-Alpes-Côte d'Azur | inscrit    | « PA00080677 », notice no PA00080677 | 43° 56′ 13″ nord, 7° 31′ 02″ est   |       |
| Église Notre-Dame du Brusc                                           | Châteauneuf-Grasse                      | Alpes-Maritimes         | Provence-Alpes-Côte d'Azur | classé     | « PA00080703 », notice no PA00080703 | 43° 39′ 15″ nord, 6° 59′ 07″ est   |       |
| Château de Villeneuve                                                | Villeneuve-Loubet                       | Alpes-Maritimes         | Provence-Alpes-Côte d'Azur | inscrit    | « PA00080925 », notice no PA00080925 | 43° 39′ 35″ nord, 7° 07′ 26″ est   |       |
| Site archéologique d'Alba-la-Romaine                                 | Alba-la-Romaine                         | Ardèche                 | Auvergne-Rhône-Alpes       | inscrit    | « PA00116620 », notice no PA00116620 | 44° 33′ 36″ nord, 4° 35′ 59″ est   |       |
| Oppidum de Jastres-Sud                                               | Lavilledieu                             | Ardèche                 | Auvergne-Rhône-Alpes       | inscrit    | « PA00116723 », notice no PA00116723 | 44° 36′ 08″ nord, 4° 25′ 38″ est   |       |
| Ferme-auberge de Sagnes-et-Goudoulet                                 | Sagnes-et-Goudoulet                     | Ardèche                 | Auvergne-Rhône-Alpes       | classé     | « PA00116766 », notice no PA00116766 | 44° 47′ 25″ nord, 4° 13′ 32″ est   |       |
| Oppidum de la Fare                                                   | Saint-Andéol-de-Fourchades              | Ardèche                 | Auvergne-Rhône-Alpes       | classé     | « PA00116773 », notice no PA00116773 | 44° 51′ 51″ nord, 4° 19′ 31″ est   |       |
| Hôtel de Fontanès                                                    | Viviers                                 | Ardèche                 | Auvergne-Rhône-Alpes       | inscrit    | « PA00116861 », notice no PA00116861 | 44° 28′ 57″ nord, 4° 41′ 22″ est   |       |
| Pont romain de Viviers                                               | Viviers                                 | Ardèche                 | Auvergne-Rhône-Alpes       | classé     | « PA00116866 », notice no PA00116866 | 44° 28′ 53″ nord, 4° 41′ 52″ est   |       |
| Château de Vocance                                                   | Vocance                                 | Ardèche                 | Auvergne-Rhône-Alpes       | inscrit    | « PA00116867 », notice no PA00116867 | 45° 12′ 12″ nord, 4° 33′ 19″ est   |       |
| Église Sainte-Catherine d'Alland'Huy-et-Sausseuil                    | Alland'Huy-et-Sausseuil                 | Ardennes                | Grand Est                  | classé     | « PA00078329 », notice no PA00078329 | 49° 30′ 46″ nord, 4° 33′ 22″ est   |       |
| Château de Buzancy                                                   | Buzancy                                 | Ardennes                | Grand Est                  | classé     | « PA00078354 », notice no PA00078354 | 49° 25′ 28″ nord, 4° 57′ 14″ est   |       |
| Château de Lamecourt                                                 | Rubécourt-et-Lamécourt                  | Ardennes                | Grand Est                  | inscrit    | « PA00078494 », notice no PA00078494 | 49° 41′ 01″ nord, 5° 00′ 48″ est   |       |
| Lavoir Saint-Aignan                                                  | Saint-Aignan                            | Ardennes                | Grand Est                  | inscrit    | « PA00078497 », notice no PA00078497 | 49° 39′ 00″ nord, 4° 50′ 53″ est   |       |
| Église Saint-Aignan de Saint-Aignan                                  | Saint-Aignan                            | Ardennes                | Grand Est                  | inscrit    | « PA00078496 », notice no PA00078496 | 49° 39′ 13″ nord, 4° 50′ 41″ est   |       |
| Église Notre-Dame de Sorcy-Bauthémont                                | Sorcy-Bauthémont                        | Ardennes                | Grand Est                  | classé     | « PA00078528 », notice no PA00078528 | 49° 32′ 18″ nord, 4° 32′ 17″ est   |       |
| Château de Léran                                                     | Léran                                   | Ariège                  | Occitanie                  | inscrit    | « PA00093804 », notice no PA00093804 | 42° 59′ 25″ nord, 1° 54′ 42″ est   |       |
| Église Saint-Jean-Baptiste de Lézat-sur-Lèze                         | Lézat-sur-Lèze                          | Ariège                  | Occitanie                  | classé     | « PA00093807 », notice no PA00093807 | 43° 16′ 32″ nord, 1° 20′ 45″ est   |       |
| Chapelle du cimetière de Saint-Jean-du-Falga                         | Saint-Jean-du-Falga                     | Ariège                  | Occitanie                  | inscrit    | « PA00093908 », notice no PA00093908 | 43° 05′ 14″ nord, 1° 37′ 10″ est   |       |
| Église Saint-Léonard-et-Saint-Basle                                  | Droupt-Saint-Basle                      | Aube                    | Grand Est                  | inscrit    | « PA00078102 », notice no PA00078102 | 48° 28′ 44″ nord, 3° 56′ 17″ est   |       |
| Église Saint-Loup                                                    | Estissac                                | Aube                    | Grand Est                  | classé     | « PA00078109 », notice no PA00078109 | 48° 16′ 00″ nord, 3° 48′ 30″ est   |       |
| Église Saint-Martin                                                  | Précy-Saint-Martin                      | Aube                    | Grand Est                  | inscrit    | « PA00078192 », notice no PA00078192 | 48° 25′ 02″ nord, 4° 26′ 49″ est   |       |
| Hôtel du Petit Louvre                                                | Troyes                                  | Aube                    | Grand Est                  | inscrit    | « PA00078269 », notice no PA00078269 | 48° 17′ 57″ nord, 4° 04′ 49″ est   |       |
| Église de l'Assomption                                               | Vauchassis                              | Aube                    | Grand Est                  | inscrit    | « PA00078294 », notice no PA00078294 | 48° 13′ 21″ nord, 3° 55′ 17″ est   |       |
| Église Saint-Jean-Baptiste                                           | Villacerf                               | Aube                    | Grand Est                  | inscrit    | « PA00078300 », notice no PA00078300 | 48° 23′ 44″ nord, 3° 59′ 34″ est   |       |
| Château de Gaussan                                                   | Bizanet                                 | Aude                    | Occitanie                  | inscrit    | « PA00102566 », notice no PA00102566 | 43° 08′ 07″ nord, 2° 50′ 32″ est   |       |
| Château de Molleville                                                | Molleville                              | Aude                    | Occitanie                  | inscrit    | « PA00102772 », notice no PA00102772 | 43° 18′ 40″ nord, 1° 50′ 07″ est   |       |
| Chapelle des Pénitents blancs                                        | Narbonne                                | Aude                    | Occitanie                  | classé     | « PA00102791 », notice no PA00102791 | 43° 10′ 53″ nord, 3° 00′ 10″ est   |       |
| Glacière                                                             | Pradelles-Cabardès                      | Aude                    | Occitanie                  | inscrit    | « PA00102867 », notice no PA00102867 | 43° 24′ 28″ nord, 2° 26′ 21″ est   |       |
| Château de La Serpent                                                | La Serpent                              | Aude                    | Occitanie                  | inscrit    | « PA00102901 », notice no PA00102901 | 42° 58′ 07″ nord, 2° 11′ 00″ est   |       |
| Château de Lugans                                                    | Gaillac-d'Aveyron                       | Aveyron                 | Occitanie                  | inscrit    | « PA00094032 », notice no PA00094032 | 44° 22′ 03″ nord, 2° 53′ 24″ est   |       |
| Église Saint-Thomas-de-Cantorbéry                                    | Mur-de-Barrez                           | Aveyron                 | Occitanie                  | classé     | « PA00094077 », notice no PA00094077 | 44° 50′ 41″ nord, 2° 39′ 38″ est   |       |
| Relais de poste à chevaux                                            | Benfeld                                 | Bas-Rhin                | Grand Est                  | inscrit    | « PA00084608 », notice no PA00084608 | 48° 22′ 17″ nord, 7° 35′ 28″ est   |       |
| Église simultanée Saint-Arbogast                                     | Bourgheim                               | Bas-Rhin                | Grand Est                  | inscrit    | « PA00084638 », notice no PA00084638 | 48° 25′ 02″ nord, 7° 29′ 46″ est   |       |
| Château Hervé                                                        | Dachstein                               | Bas-Rhin                | Grand Est                  | inscrit    | « PA00084667 », notice no PA00084667 | 48° 33′ 38″ nord, 7° 31′ 59″ est   |       |
| Église Saint-Laurent                                                 | Dieffenbach-au-Val                      | Bas-Rhin                | Grand Est                  | inscrit    | « PA00084692 », notice no PA00084692 | 48° 18′ 45″ nord, 7° 19′ 41″ est   |       |
| Mairie Laube                                                         | Krautergersheim                         | Bas-Rhin                | Grand Est                  | inscrit    | « PA00084764 », notice no PA00084764 | 48° 28′ 35″ nord, 7° 33′ 57″ est   |       |
| Glockenturm                                                          | Niedernai                               | Bas-Rhin                | Grand Est                  | inscrit    | « PA00084833 », notice no PA00084833 | 48° 27′ 08″ nord, 7° 31′ 03″ est   |       |
| Château de la Leonardsau (actuel musée du Cheval et de l'Attelage)   | Obernai                                 | Bas-Rhin                | Grand Est                  | inscrit    | « PA00084847 », notice no PA00084847 | 48° 28′ 11″ nord, 7° 26′ 35″ est   |       |
| Oberkirch (église Saint-Jean-Baptiste-d'Oberlinden)                  | Obernai                                 | Bas-Rhin                | Grand Est                  | inscrit    | « PA00084851 », notice no PA00084851 | 48° 27′ 46″ nord, 7° 28′ 20″ est   |       |
| Cour de Gail                                                         | Obernai                                 | Bas-Rhin                | Grand Est                  | inscrit    | « PA00084859 », notice no PA00084859 | 48° 27′ 42″ nord, 7° 28′ 46″ est   |       |
| Église Saint-Maurice                                                 | Orschwiller                             | Bas-Rhin                | Grand Est                  | inscrit    | « PA00084876 », notice no PA00084876 | 48° 14′ 27″ nord, 7° 22′ 45″ est   |       |
| Château de Grünstein                                                 | Stotzheim                               | Bas-Rhin                | Grand Est                  | inscrit    | « PA00085011 », notice no PA00085011 | 48° 22′ 46″ nord, 7° 29′ 51″ est   |       |
| Château d'Andlau                                                     | Stotzheim                               | Bas-Rhin                | Grand Est                  | inscrit    | « PA00085012 », notice no PA00085012 | 48° 22′ 48″ nord, 7° 29′ 04″ est   |       |
| Hôtel Weitz                                                          | Strasbourg                              | Bas-Rhin                | Grand Est                  | inscrit    | « PA00085068 », notice no PA00085068 | 48° 34′ 44″ nord, 7° 44′ 49″ est   |       |
| Hôtel                                                                | Strasbourg                              | Bas-Rhin                | Grand Est                  | inscrit    | « PA00085037 », notice no PA00085037 | 48° 35′ 20″ nord, 7° 45′ 57″ est   |       |
| Maison                                                               | Strasbourg                              | Bas-Rhin                | Grand Est                  | inscrit    | « PA00085109 », notice no PA00085109 | 48° 35′ 50″ nord, 7° 46′ 46″ est   |       |
| Église Saint-Blaise                                                  | Valff                                   | Bas-Rhin                | Grand Est                  | inscrit    | « PA00085206 », notice no PA00085206 | 48° 25′ 12″ nord, 7° 31′ 07″ est   |       |
| Obélisque du roi de Rome                                             | Wissembourg                             | Bas-Rhin                | Grand Est                  | inscrit    | « PA00085262 », notice no PA00085262 | 49° 01′ 42″ nord, 7° 56′ 51″ est   |       |
| Pont sur l'Isch                                                      | Wolfskirchen                            | Bas-Rhin                | Grand Est                  | classé     | « PA00085267 », notice no PA00085267 | 48° 52′ 17″ nord, 7° 03′ 54″ est   |       |
| Pont Van-Gogh                                                        | Arles                                   | Bouches-du-Rhône        | Provence-Alpes-Côte d'Azur | inscrit    | « PA00081184 », notice no PA00081184 | 43° 39′ 25″ nord, 4° 37′ 15″ est   |       |
| Pont suspendu sur la Durance                                         | Mallemort                               | Bouches-du-Rhône        | Provence-Alpes-Côte d'Azur | inscrit    | « PA00081320 », notice no PA00081320 | 43° 44′ 15″ nord, 5° 10′ 28″ est   |       |
| Unité d'habitation Le Corbusier dite Cité radieuse                   | Marseille                               | Bouches-du-Rhône        | Provence-Alpes-Côte d'Azur | classé     | « PA00081373 », notice no PA00081373 | 43° 15′ 41″ nord, 5° 23′ 47″ est   |       |
| Château de Valdonne                                                  | Peypin                                  | Bouches-du-Rhône        | Provence-Alpes-Côte d'Azur | inscrit    | « PA00081406 », notice no PA00081406 | 43° 23′ 50″ nord, 5° 33′ 58″ est   |       |
| Château de Peyrolles-en-Provence                                     | Peyrolles-en-Provence                   | Bouches-du-Rhône        | Provence-Alpes-Côte d'Azur | inscrit    | « PA00081409 », notice no PA00081409 | 43° 38′ 54″ nord, 5° 35′ 01″ est   |       |
| Maison                                                               | Bayeux                                  | Calvados                | Normandie                  | inscrit    | « PA00111060 », notice no PA00111060 | 49° 16′ 31″ nord, 0° 42′ 21″ ouest |       |
| Hôtel de préfecture du Calvados                                      | Caen                                    | Calvados                | Normandie                  | classé     | « PA00111153 », notice no PA00111153 | 49° 10′ 48″ nord, 0° 21′ 54″ ouest |       |
| Église Saint-Martin                                                  | La Croupte                              | Calvados                | Normandie                  | inscrit    | « PA00111272 », notice no PA00111272 | 49° 01′ 21″ nord, 0° 17′ 09″ est   |       |
| Manoir d'Angerville                                                  | Gonneville-sur-Mer                      | Calvados                | Normandie                  | inscrit    | « PA00111368 », notice no PA00111368 | 49° 16′ 58″ nord, 0° 02′ 24″ ouest |       |
| Pressoir du château de Magny-le-Freule                               | Magny-le-Freule                         | Calvados                | Normandie                  | inscrit    | « PA00111516 », notice no PA00111516 | 49° 05′ 55″ nord, 0° 03′ 56″ ouest |       |
| Église Saint-Pierre                                                  | Saint-Pierre-du-Jonquet                 | Calvados                | Normandie                  | inscrit    | « PA00111710 », notice no PA00111710 | 49° 10′ 11″ nord, 0° 07′ 25″ ouest |       |
| Église Sainte-Croix                                                  | Sainte-Croix-Grand-Tonne                | Calvados                | Normandie                  | inscrit    | « PA00111662 », notice no PA00111662 | 49° 13′ 56″ nord, 0° 33′ 33″ ouest |       |
| Portail du couvent de Blon                                           | Vaudry                                  | Calvados                | Normandie                  | inscrit    | « PA00111779 », notice no PA00111779 | 48° 50′ 10″ nord, 0° 52′ 41″ ouest |       |
| Demeure de Lachau                                                    | Carlat                                  | Cantal                  | Auvergne-Rhône-Alpes       | inscrit    | « PA00093480 », notice no PA00093480 | 44° 53′ 20″ nord, 2° 33′ 50″ est   |       |
| Oratoire du Sartre                                                   | Cheylade                                | Cantal                  | Auvergne-Rhône-Alpes       | inscrit    | « PA00093497 », notice no PA00093497 | 45° 10′ 53″ nord, 2° 42′ 49″ est   |       |
| Dolmen de Touls                                                      | Coltines                                | Cantal                  | Auvergne-Rhône-Alpes       | inscrit    | « PA00093500 », notice no PA00093500 | 45° 06′ 23″ nord, 2° 59′ 12″ est   |       |
| Dolmen du Bardon                                                     | Coltines                                | Cantal                  | Auvergne-Rhône-Alpes       | inscrit    | « PA00093499 », notice no PA00093499 | 45° 05′ 43″ nord, 3° 01′ 00″ est   |       |
| Château de Lamargé                                                   | Fontanges                               | Cantal                  | Auvergne-Rhône-Alpes       | inscrit    | « PA00093512 », notice no PA00093512 | 45° 06′ 52″ nord, 2° 30′ 13″ est   |       |
| Église Saint-Sébastien                                               | Lorcières                               | Cantal                  | Auvergne-Rhône-Alpes       | inscrit    | « PA00093535 », notice no PA00093535 | 44° 57′ 28″ nord, 3° 16′ 32″ est   |       |
| Château de Longevialle                                               | Val d'Arcomie                           | Cantal                  | Auvergne-Rhône-Alpes       | inscrit    | « PA00093536 », notice no PA00093536 | 44° 56′ 55″ nord, 3° 13′ 57″ est   |       |
| Chapelle Notre-Dame-de-Claviers                                      | Moussages                               | Cantal                  | Auvergne-Rhône-Alpes       | inscrit    | « PA00093558 », notice no PA00093558 | 45° 13′ 27″ nord, 2° 27′ 03″ est   |       |
| Château de la Cavade                                                 | Polminhac                               | Cantal                  | Auvergne-Rhône-Alpes       | inscrit    | « PA00093576 », notice no PA00093576 | 44° 58′ 27″ nord, 2° 35′ 19″ est   |       |
| Château de Cropières                                                 | Raulhac                                 | Cantal                  | Auvergne-Rhône-Alpes       | classé     | « PA00093581 », notice no PA00093581 | 44° 55′ 23″ nord, 2° 39′ 38″ est   |       |
| Église Saint-Cyr-et-Sainte-Julitte                                   | Saint-Cirgues-de-Jordanne               | Cantal                  | Auvergne-Rhône-Alpes       | inscrit    | « PA00093604 », notice no PA00093604 | 45° 01′ 40″ nord, 2° 34′ 52″ est   |       |
| Château de la Borie                                                  | Saint-Vincent-de-Salers                 | Cantal                  | Auvergne-Rhône-Alpes       | inscrit    | « PA00093664 », notice no PA00093664 | 45° 12′ 12″ nord, 2° 31′ 50″ est   |       |
| Église Sainte-Anastasie                                              | Neussargues en Pinatelle                | Cantal                  | Auvergne-Rhône-Alpes       | inscrit    | « PA00093596 », notice no PA00093596 | 45° 10′ 20″ nord, 2° 58′ 13″ est   |       |
| Dolmen d'Alleuzet                                                    | Les Ternes                              | Cantal                  | Auvergne-Rhône-Alpes       | inscrit    | « PA00093697 », notice no PA00093697 | 44° 59′ 05″ nord, 2° 57′ 56″ est   |       |
| Croix de la Tuilière                                                 | Agris                                   | Charente                | Nouvelle-Aquitaine         | inscrit    | « PA00104196 », notice no PA00104196 | 45° 46′ 48″ nord, 0° 19′ 55″ est   |       |
| Chapelle Saint-Marmet de Boutiers-Saint-Trojan                       | Boutiers-Saint-Trojan                   | Charente                | Nouvelle-Aquitaine         | inscrit    | « PA00104258 », notice no PA00104258 | 45° 42′ 40″ nord, 0° 18′ 39″ ouest |       |
| Logis de Sigogne                                                     | Coulgens                                | Charente                | Nouvelle-Aquitaine         | inscrit    | « PA00104342 », notice no PA00104342 | 45° 49′ 29″ nord, 0° 16′ 05″ est   |       |
| Église Saint-Maurice d'Échallat                                      | Échallat                                | Charente                | Nouvelle-Aquitaine         | inscrit    | « PA00104357 », notice no PA00104357 | 45° 43′ 24″ nord, 0° 02′ 27″ ouest |       |
| Logis de l'Éclopart                                                  | Gensac-la-Pallue                        | Charente                | Nouvelle-Aquitaine         | inscrit    | « PA00104359 », notice no PA00104359 | 45° 38′ 57″ nord, 0° 16′ 22″ ouest |       |
| Église Saint-Martin de Graves-Saint-Amant                            | Graves-Saint-Amant                      | Charente                | Nouvelle-Aquitaine         | classé     | « PA00104382 », notice no PA00104382 | 45° 38′ 41″ nord, 0° 05′ 39″ ouest |       |
| La Chaire-à-Calvin                                                   | Mouthiers-sur-Boëme                     | Charente                | Nouvelle-Aquitaine         | classé     | « PA00104435 », notice no PA00104435 | 45° 33′ 19″ nord, 0° 06′ 57″ est   |       |
| Église Sainte-Radegonde de Theil-Rabier                              | Theil-Rabier                            | Charente                | Nouvelle-Aquitaine         | inscrit    | « PA00104522 », notice no PA00104522 | 46° 02′ 57″ nord, 0° 02′ 16″ est   |       |
| Église Saint-Palais de Verrières                                     | Verrières                               | Charente                | Nouvelle-Aquitaine         | inscrit    | « PA00104533 », notice no PA00104533 | 45° 34′ 21″ nord, 0° 15′ 59″ ouest |       |
| Croix hosannière de Verrières                                        | Verrières                               | Charente                | Nouvelle-Aquitaine         | inscrit    | « PA00104532 », notice no PA00104532 | 45° 34′ 20″ nord, 0° 15′ 58″ ouest |       |
| Logis de Rochebertier                                                | Vilhonneur                              | Charente                | Nouvelle-Aquitaine         | inscrit    | « PA00104540 », notice no PA00104540 | 45° 41′ 19″ nord, 0° 25′ 19″ est   |       |
| Castrum d'Andone                                                     | Villejoubert                            | Charente                | Nouvelle-Aquitaine         | classé     | « PA00104544 », notice no PA00104544 | 45° 47′ 29″ nord, 0° 09′ 53″ est   |       |
| Château de Vouzan                                                    | Vouzan                                  | Charente                | Nouvelle-Aquitaine         | inscrit    | « PA00104549 », notice no PA00104549 | 45° 35′ 55″ nord, 0° 20′ 42″ est   |       |
| Église Saint-Eutrope d'Agudelle                                      | Agudelle                                | Charente-Maritime       | Nouvelle-Aquitaine         | inscrit    | « PA00104589 », notice no PA00104589 | 45° 23′ 07″ nord, 0° 28′ 15″ ouest |       |
| Église Saint-Martin d'Allas-Bocage                                   | Allas-Bocage                            | Charente-Maritime       | Nouvelle-Aquitaine         | inscrit    | « PA00104590 », notice no PA00104590 | 45° 23′ 03″ nord, 0° 29′ 31″ ouest |       |
| Château de Geay                                                      | Geay                                    | Charente-Maritime       | Nouvelle-Aquitaine         | inscrit    | « PA00104695 », notice no PA00104695 | 45° 52′ 15″ nord, 0° 44′ 55″ ouest |       |
| Abbaye de Fontdouce                                                  | Saint-Bris-des-Bois                     | Charente-Maritime       | Nouvelle-Aquitaine         | classé     | « PA00105160 », notice no PA00105160 | 45° 46′ 30″ nord, 0° 27′ 25″ ouest |       |
| Demeure                                                              | Saint-Martin-de-Ré                      | Charente-Maritime       | Nouvelle-Aquitaine         | inscrit    | « PA00105207 », notice no PA00105207 | 46° 12′ 13″ nord, 1° 21′ 54″ ouest |       |
| Église Saint-Saturnin de Saint-Saturnin-du-Bois                      | Saint-Saturnin-du-Bois                  | Charente-Maritime       | Nouvelle-Aquitaine         | inscrit    | « PA00105228 », notice no PA00105228 | 46° 08′ 11″ nord, 0° 39′ 58″ ouest |       |
| Église Saint-Eutrope de Sainte-Colombe                               | Sainte-Colombe                          | Charente-Maritime       | Nouvelle-Aquitaine         | inscrit    | « PA00105166 », notice no PA00105166 | 45° 16′ 59″ nord, 0° 16′ 53″ ouest |       |
| Pont Vieux de Culan                                                  | Culan                                   | Cher                    | Centre-Val de Loire        | inscrit    | « PA00096784 », notice no PA00096784 | 46° 32′ 39″ nord, 2° 21′ 08″ est   |       |
| Église Saint-Martin d'Épineuil-le-Fleuriel                           | Épineuil-le-Fleuriel                    | Cher                    | Centre-Val de Loire        | inscrit    | « PA00096796 », notice no PA00096796 | 46° 33′ 28″ nord, 2° 34′ 55″ est   |       |
| Château de la Ferté de Lazenay                                       | Lazenay                                 | Cher                    | Centre-Val de Loire        | classé     | « PA00096822 », notice no PA00096822 | 47° 04′ 16″ nord, 2° 03′ 51″ est   |       |
| Château de Nancay                                                    | Nançay                                  | Cher                    | Centre-Val de Loire        | inscrit    | « PA00096852 », notice no PA00096852 | 47° 20′ 54″ nord, 2° 11′ 54″ est   |       |
| Église Sainte-Catherine-d'Alexandrie de Masseret                     | Masseret                                | Corrèze                 | Nouvelle-Aquitaine         | inscrit    | « PA00099799 », notice no PA00099799 | 45° 32′ 25″ nord, 1° 31′ 12″ est   |       |
| Maison du Sénéchal                                                   | Uzerche                                 | Corrèze                 | Nouvelle-Aquitaine         | inscrit    | « PA00099949 », notice no PA00099949 | 45° 25′ 34″ nord, 1° 33′ 56″ est   |       |
| Forges                                                               | Ampilly-le-Sec                          | Côte-d'Or               | Bourgogne-Franche-Comté    | inscrit    | « PA00112057 », notice no PA00112057 | 47° 48′ 49″ nord, 4° 32′ 25″ est   |       |
| Huilerie de Chaume-lès-Baigneux                                      | Chaume-lès-Baigneux                     | Côte-d'Or               | Bourgogne-Franche-Comté    | inscrit    | « PA00112210 », notice no PA00112210 | 47° 38′ 10″ nord, 4° 34′ 38″ est   |       |
| Couvent des Carmes de Dijon                                          | Dijon                                   | Côte-d'Or               | Bourgogne-Franche-Comté    | inscrit    | « PA00112262 », notice no PA00112262 | 47° 19′ 07″ nord, 5° 02′ 04″ est   |       |
| Cinéma Eldorado                                                      | Dijon                                   | Côte-d'Or               | Bourgogne-Franche-Comté    | inscrit    | « PA00112260 », notice no PA00112260 | 47° 18′ 52″ nord, 5° 02′ 56″ est   |       |
| Couvent de la Visitation                                             | Dijon                                   | Côte-d'Or               | Bourgogne-Franche-Comté    | inscrit    | « PA00112264 », notice no PA00112264 | 47° 19′ 28″ nord, 5° 02′ 37″ est   |       |
| Ferme du Fossé                                                       | Échevannes                              | Côte-d'Or               | Bourgogne-Franche-Comté    | classé     | « PA00112441 », notice no PA00112441 | 47° 32′ 25″ nord, 5° 08′ 26″ est   |       |
| Église Saint-Léger                                                   | Oisilly                                 | Côte-d'Or               | Bourgogne-Franche-Comté    | inscrit    | « PA00112579 », notice no PA00112579 | 47° 25′ 23″ nord, 5° 21′ 46″ est   |       |
| Café du Soleil                                                       | Rouvray                                 | Côte-d'Or               | Bourgogne-Franche-Comté    | inscrit    | « PA00112614 », notice no PA00112614 | 47° 25′ 28″ nord, 4° 06′ 22″ est   |       |
| Couvent des Ursulines                                                | Guingamp                                | Côtes-d'Armor           | Bretagne                   | inscrit    | « PA00089178 », notice no PA00089178 | 48° 33′ 39″ nord, 3° 08′ 49″ ouest |       |
| Église Notre-Dame de Délivrance                                      | Le Quillio                              | Côtes-d'Armor           | Bretagne                   | classé     | « PA00089553 », notice no PA00089553 | 48° 14′ 28″ nord, 2° 52′ 57″ ouest |       |
| Chapelle des Ursulines                                               | Quintin                                 | Côtes-d'Armor           | Bretagne                   | inscrit    | « PA00089551 », notice no PA00089551 | 48° 24′ 20″ nord, 2° 54′ 36″ ouest |       |
| Château de Massenon                                                  | Ahun                                    | Creuse                  | Nouvelle-Aquitaine         | classé     | « PA00099981 », notice no PA00099981 | 46° 03′ 41″ nord, 2° 02′ 14″ est   |       |
| Maison à tourelles                                                   | Boussac                                 | Creuse                  | Nouvelle-Aquitaine         | inscrit    | « PA00100019 », notice no PA00100019 | 46° 20′ 54″ nord, 2° 12′ 46″ est   |       |
| Château de Sainte-Feyre                                              | Sainte-Feyre                            | Creuse                  | Nouvelle-Aquitaine         | inscrit    | « PA00100154 », notice no PA00100154 | 46° 08′ 29″ nord, 1° 55′ 00″ est   |       |
| Église Saint-Martial de Toulx-Sainte-Croix                           | Toulx-Sainte-Croix                      | Creuse                  | Nouvelle-Aquitaine         | classé     | « PA00100213 », notice no PA00100213 | 46° 17′ 05″ nord, 2° 12′ 44″ est   |       |
| Château des Dorides                                                  | Nueil-les-Aubiers                       | Deux-Sèvres             | Nouvelle-Aquitaine         | inscrit    | « PA00101181 », notice no PA00101181 | 46° 55′ 57″ nord, 0° 31′ 49″ ouest |       |
| Château de la Guyonnière                                             | Beaulieu-sous-Parthenay                 | Deux-Sèvres             | Nouvelle-Aquitaine         | inscrit    | « PA00101186 », notice no PA00101186 | 46° 34′ 58″ nord, 0° 14′ 35″ ouest |       |
| Église Saint-Médard-de-Germond de Germond-Rouvre                     | Germond-Rouvre                          | Deux-Sèvres             | Nouvelle-Aquitaine         | inscrit    | « PA00101238 », notice no PA00101238 | 46° 27′ 20″ nord, 0° 25′ 15″ ouest |       |
| Église Saint-Jouin de Mauléon                                        | Mauléon                                 | Deux-Sèvres             | Nouvelle-Aquitaine         | inscrit    | « PA00101258 », notice no PA00101258 | 46° 55′ 40″ nord, 0° 45′ 30″ ouest |       |
| Château le Petit Chêne                                               | Mazières-en-Gâtine                      | Deux-Sèvres             | Nouvelle-Aquitaine         | inscrit    | « PA00101263 », notice no PA00101263 | 46° 30′ 31″ nord, 0° 20′ 23″ ouest |       |
| Vieux-Deffend                                                        | Montravers                              | Deux-Sèvres             | Nouvelle-Aquitaine         | inscrit    | « PA00101276 », notice no PA00101276 | 46° 50′ 39″ nord, 0° 45′ 17″ ouest |       |
| Château de Payré                                                     | La Peyratte                             | Deux-Sèvres             | Nouvelle-Aquitaine         | inscrit    | « PA00101319 », notice no PA00101319 | 46° 40′ 59″ nord, 0° 09′ 29″ ouest |       |
| Tumulus du Montiou                                                   | Sainte-Soline                           | Deux-Sèvres             | Nouvelle-Aquitaine         | classé     | « PA00101367 », notice no PA00101367 | 46° 14′ 50″ nord, 0° 03′ 45″ est   |       |
| Église Saint-Jean de Bonneville                                      | Bonneville-et-Saint-Avit-de-Fumadières  | Dordogne                | Nouvelle-Aquitaine         | inscrit    | « PA00082388 », notice no PA00082388 | 44° 52′ 31″ nord, 0° 05′ 30″ est   |       |
| Forge des Eyzies                                                     | Les Eyzies-de-Tayac-Sireuil             | Dordogne                | Nouvelle-Aquitaine         | inscrit    | « PA00082539 », notice no PA00082539 | 44° 56′ 13″ nord, 1° 01′ 20″ est   |       |
| Église Saint-Laurent                                                 | Saint-Laurent-sur-Manoire               | Dordogne                | Nouvelle-Aquitaine         | inscrit    | « PA00082856 », notice no PA00082856 | 45° 08′ 56″ nord, 0° 47′ 42″ est   |       |
| Immeuble                                                             | Besançon                                | Doubs                   | Bourgogne-Franche-Comté    | inscrit    | « PA00101513 », notice no PA00101513 | 47° 13′ 58″ nord, 6° 01′ 31″ est   |       |
| Maison                                                               | Besançon                                | Doubs                   | Bourgogne-Franche-Comté    | inscrit    | « PA00101533 », notice no PA00101533 | 47° 13′ 56″ nord, 6° 01′ 42″ est   |       |
| Usine Dodane                                                         | Besançon                                | Doubs                   | Bourgogne-Franche-Comté    | inscrit    | « PA00101613 », notice no PA00101613 | 47° 14′ 42″ nord, 6° 00′ 39″ est   |       |
| Hôtel de Camus                                                       | Besançon                                | Doubs                   | Bourgogne-Franche-Comté    | inscrit    | « PA00101488 », notice no PA00101488 | 47° 14′ 09″ nord, 6° 01′ 44″ est   |       |
| Église Saint-Antoine de Cernay-l'Église                              | Cernay-l'Église                         | Doubs                   | Bourgogne-Franche-Comté    | inscrit    | « PA00101621 », notice no PA00101621 | 47° 15′ 33″ nord, 6° 49′ 57″ est   |       |
| Ferme                                                                | Grand'Combe-Châteleu                    | Doubs                   | Bourgogne-Franche-Comté    | inscrit    | « PA00101650 », notice no PA00101650 | 47° 01′ 47″ nord, 6° 34′ 23″ est   |       |
| La Bastille                                                          | Hérimoncourt                            | Doubs                   | Bourgogne-Franche-Comté    | inscrit    | « PA00101653 », notice no PA00101653 | 47° 26′ 35″ nord, 6° 52′ 54″ est   |       |
| Temple Saint-Georges de Montbéliard                                  | Montbéliard                             | Doubs                   | Bourgogne-Franche-Comté    | inscrit    | « PA00101683 », notice no PA00101683 | 47° 30′ 33″ nord, 6° 47′ 30″ est   |       |
| Maison                                                               | Montbéliard                             | Doubs                   | Bourgogne-Franche-Comté    | classé     | « PA00101681 », notice no PA00101681 | 47° 30′ 31″ nord, 6° 47′ 48″ est   |       |
| Maison                                                               | Saint-Vit                               | Doubs                   | Bourgogne-Franche-Comté    | inscrit    | « PA00101724 », notice no PA00101724 | 47° 10′ 54″ nord, 5° 48′ 39″ est   |       |
| Maison des Pourcelot                                                 | Vauclusotte                             | Doubs                   | Bourgogne-Franche-Comté    | inscrit    | « PA00101732 », notice no PA00101732 | 47° 16′ 43″ nord, 6° 44′ 05″ est   |       |
| Château de Charmes-sur-l'Herbasse                                    | Charmes-sur-l'Herbasse                  | Drôme                   | Auvergne-Rhône-Alpes       | inscrit    | « PA00116908 », notice no PA00116908 | 45° 08′ 59″ nord, 5° 00′ 54″ est   |       |
| Chapelle des Cordeliers de Crest                                     | Crest                                   | Drôme                   | Auvergne-Rhône-Alpes       | inscrit    | « PA00116922 », notice no PA00116922 | 44° 43′ 44″ nord, 5° 01′ 20″ est   |       |
| Prieuré de Manthes                                                   | Manthes                                 | Drôme                   | Auvergne-Rhône-Alpes       | inscrit    | « PA00116975 », notice no PA00116975 | 45° 18′ 05″ nord, 5° 00′ 28″ est   |       |
| Prieuré                                                              | Montbrison                              | Drôme                   | Auvergne-Rhône-Alpes       | inscrit    | « PA00116983 », notice no PA00116983 | 44° 26′ 11″ nord, 5° 02′ 14″ est   |       |
| Ensemble thermal gallo-romain (vestiges)                             | Montélimar                              | Drôme                   | Auvergne-Rhône-Alpes       | inscrit    | « PA00116994 », notice no PA00116994 | 44° 34′ 07″ nord, 4° 45′ 28″ est   |       |
| Cimetière des Récollets                                              | Romans-sur-Isère                        | Drôme                   | Auvergne-Rhône-Alpes       | classé     | « PA00117027 », notice no PA00117027 | 45° 02′ 40″ nord, 5° 02′ 11″ est   |       |
| Église Notre-Dame de Champcueil                                      | Champcueil                              | Essonne                 | Île-de-France              | classé     | « PA00087856 », notice no PA00087856 | 48° 30′ 53″ nord, 2° 26′ 46″ est   |       |
| Château de Fontaine-la-Soret                                         | Fontaine-la-Soret                       | Eure                    | Normandie                  | inscrit    | « PA00099418 », notice no PA00099418 | 49° 08′ 56″ nord, 0° 43′ 12″ est   |       |
| Château de Verclives                                                 | Mesnil-Verclives                        | Eure                    | Normandie                  | inscrit    | « PA00099488 », notice no PA00099488 | 49° 19′ 09″ nord, 1° 28′ 07″ est   |       |
| Sanctuaire gallo-romain de Bû                                        | Bû                                      | Eure-et-Loir            | Centre-Val de Loire        | classé     | « PA00096987 », notice no PA00096987 | 48° 48′ 54″ nord, 1° 29′ 52″ est   |       |
| Motte médiévale du Plessis-Saint-Rémy                                | Saint-Rémy-sur-Avre                     | Eure-et-Loir            | Centre-Val de Loire        | inscrit    | « PA00097206 », notice no PA00097206 | 48° 45′ 29″ nord, 1° 14′ 27″ est   |       |
| Château, jardin et parc de Villeprévost                              | Tillay-le-Péneux                        | Eure-et-Loir            | Centre-Val de Loire        | inscrit    | « PA00097225 », notice no PA00097225 | 48° 09′ 03″ nord, 1° 44′ 56″ est   |       |
| Manoir du Rusquec                                                    | Loqueffret                              | Finistère               | Bretagne                   | inscrit    | « PA00090107 », notice no PA00090107 | 48° 20′ 06″ nord, 3° 48′ 45″ ouest |       |
| Moulin de Coatanscour                                                | Plourin-lès-Morlaix                     | Finistère               | Bretagne                   | inscrit    | « PA00090266 », notice no PA00090266 | 48° 29′ 36″ nord, 3° 46′ 26″ ouest |       |
| Ancien couvent des Ursulines de Quimperlé                            | Quimperlé                               | Finistère               | Bretagne                   | inscrit    | « PA00090378 », notice no PA00090378 | 47° 52′ 10″ nord, 3° 32′ 50″ ouest |       |
| Église Saint-Martin de Gallargues-le-Montueux                        | Gallargues-le-Montueux                  | Gard                    | Occitanie                  | inscrit    | « PA00103056 », notice no PA00103056 | 43° 43′ 18″ nord, 4° 10′ 13″ est   |       |
| Ancien palais épiscopal                                              | Nîmes                                   | Gard                    | Occitanie                  | classé     | « PA00103149 », notice no PA00103149 | 43° 50′ 16″ nord, 4° 21′ 37″ est   |       |
| Église Saint-Marcel de Fontfouilhouse                                | Les Plantiers                           | Gard                    | Occitanie                  | inscrit    | « PA00103157 », notice no PA00103157 | 44° 07′ 29″ nord, 3° 42′ 34″ est   |       |
| Château de Madières                                                  | Rogues                                  | Gard                    | Occitanie                  | inscrit    | « PA00103181 », notice no PA00103181 | 43° 51′ 21″ nord, 3° 33′ 48″ est   |       |
| Église Saint-Grégoire de Théziers                                    | Théziers                                | Gard                    | Occitanie                  | inscrit    | « PA00103243 », notice no PA00103243 | 43° 53′ 55″ nord, 4° 37′ 14″ est   |       |
| Chapelle Saint-Jean-Baptiste de Vénéjan                              | Vénéjan                                 | Gard                    | Occitanie                  | inscrit    | « PA00103288 », notice no PA00103288 | 44° 11′ 45″ nord, 4° 39′ 33″ est   |       |
| Église Sainte-Madeleine de Castéra-Lectourois                        | Castéra-Lectourois                      | Gers                    | Occitanie                  | classé     | « PA00094759 », notice no PA00094759 | 43° 58′ 34″ nord, 0° 36′ 29″ est   |       |
| Église Saint-Antoine de Lialores                                     | Condom                                  | Gers                    | Occitanie                  | classé     | « PA00094778 », notice no PA00094778 | 44° 00′ 37″ nord, 0° 24′ 03″ est   |       |
| Château de Pouypardin                                                | Condom                                  | Gers                    | Occitanie                  | inscrit    | « PA00094773 », notice no PA00094773 | 43° 59′ 31″ nord, 0° 19′ 45″ est   |       |
| Halle-hôtel de ville de Saint-Clar                                   | Saint-Clar                              | Gers                    | Occitanie                  | inscrit    | « PA00094912 », notice no PA00094912 | 43° 53′ 32″ nord, 0° 46′ 14″ est   |       |
| Église Saint-Romain de Budos                                         | Budos                                   | Gironde                 | Nouvelle-Aquitaine         | inscrit    | « PA00083495 », notice no PA00083495 | 44° 32′ 01″ nord, 0° 23′ 05″ ouest |       |
| Château de Mouchac                                                   | Grézillac                               | Gironde                 | Nouvelle-Aquitaine         | inscrit    | « PA00083565 », notice no PA00083565 | 44° 49′ 18″ nord, 0° 12′ 45″ ouest |       |
| Église Saint-Laurent d'Illats                                        | Illats                                  | Gironde                 | Nouvelle-Aquitaine         | inscrit    | « PA00083572 », notice no PA00083572 | 44° 35′ 51″ nord, 0° 22′ 21″ ouest |       |
| Château de Bel Air                                                   | Saint-Morillon                          | Gironde                 | Nouvelle-Aquitaine         | inscrit    | « PA00083791 », notice no PA00083791 | 44° 39′ 00″ nord, 0° 29′ 28″ ouest |       |
| Immeuble Franconie                                                   | Cayenne                                 | Guyane                  | Guyane                     | inscrit    | « PA00105895 », notice no PA00105895 | 4° 56′ 14″ nord, 52° 20′ 03″ ouest |       |
| Maison du Bailli                                                     | Altkirch                                | Haut-Rhin               | Grand Est                  | inscrit    | « PA00085319 », notice no PA00085319 | 47° 37′ 25″ nord, 7° 14′ 15″ est   |       |
| Chapelle Notre-Dame-du-Chêne                                         | Blotzheim                               | Haut-Rhin               | Grand Est                  | inscrit    | « PA00085352 », notice no PA00085352 | 47° 35′ 52″ nord, 7° 30′ 29″ est   |       |
| Maison                                                               | Bruebach                                | Haut-Rhin               | Grand Est                  | inscrit    | « PA00085355 », notice no PA00085355 | 47° 41′ 57″ nord, 7° 21′ 39″ est   |       |
| Lycée Bartholdi                                                      | Colmar                                  | Haut-Rhin               | Grand Est                  | inscrit    | « PA00085377 », notice no PA00085377 | 48° 04′ 23″ nord, 7° 21′ 21″ est   |       |
| Château et remparts de Lupfen-Schwendi                               | Kientzheim                              | Haut-Rhin               | Grand Est                  | inscrit    | « PA00085497 », notice no PA00085497 | 48° 08′ 14″ nord, 7° 17′ 12″ est   |       |
| Motte castrale                                                       | Meyenheim                               | Haut-Rhin               | Grand Est                  | inscrit    | « PA00085521 », notice no PA00085521 | 47° 54′ 54″ nord, 7° 21′ 30″ est   |       |
| Immeubles                                                            | Mulhouse                                | Haut-Rhin               | Grand Est                  | inscrit    | « PA00085530 », notice no PA00085530 | 47° 44′ 44″ nord, 7° 20′ 28″ est   |       |
| Immeuble                                                             | Mulhouse                                | Haut-Rhin               | Grand Est                  | inscrit    | « PA00085536 », notice no PA00085536 | 47° 44′ 43″ nord, 7° 20′ 31″ est   |       |
| Immeuble                                                             | Mulhouse                                | Haut-Rhin               | Grand Est                  | inscrit    | « PA00085543 », notice no PA00085543 | 47° 44′ 44″ nord, 7° 20′ 32″ est   |       |
| Immeuble                                                             | Mulhouse                                | Haut-Rhin               | Grand Est                  | inscrit    | « PA00085539 », notice no PA00085539 | 47° 44′ 44″ nord, 7° 20′ 30″ est   |       |
| Immeuble                                                             | Mulhouse                                | Haut-Rhin               | Grand Est                  | inscrit    | « PA00085544 », notice no PA00085544 | 47° 44′ 45″ nord, 7° 20′ 31″ est   |       |
| Immeubles (société industrielle de Mulhouse)                         | Mulhouse                                | Haut-Rhin               | Grand Est                  | inscrit    | « PA00085529 », notice no PA00085529 | 47° 44′ 41″ nord, 7° 20′ 35″ est   |       |
| Immeuble                                                             | Mulhouse                                | Haut-Rhin               | Grand Est                  | inscrit    | « PA00085532 », notice no PA00085532 | 47° 44′ 44″ nord, 7° 20′ 33″ est   |       |
| Immeuble                                                             | Mulhouse                                | Haut-Rhin               | Grand Est                  | inscrit    | « PA00085533 », notice no PA00085533 | 47° 44′ 40″ nord, 7° 20′ 32″ est   |       |
| Immeubles                                                            | Mulhouse                                | Haut-Rhin               | Grand Est                  | inscrit    | « PA00085540 », notice no PA00085540 | 47° 44′ 43″ nord, 7° 20′ 36″ est   |       |
| Immeuble                                                             | Mulhouse                                | Haut-Rhin               | Grand Est                  | inscrit    | « PA00085545 », notice no PA00085545 | 47° 44′ 46″ nord, 7° 20′ 31″ est   |       |
| Immeuble                                                             | Mulhouse                                | Haut-Rhin               | Grand Est                  | inscrit    | « PA00085534 », notice no PA00085534 | 47° 44′ 41″ nord, 7° 20′ 32″ est   |       |
| Immeuble                                                             | Mulhouse                                | Haut-Rhin               | Grand Est                  | inscrit    | « PA00085535 », notice no PA00085535 | 47° 44′ 42″ nord, 7° 20′ 31″ est   |       |
| Immeuble                                                             | Mulhouse                                | Haut-Rhin               | Grand Est                  | inscrit    | « PA00085537 », notice no PA00085537 | 47° 44′ 43″ nord, 7° 20′ 31″ est   |       |
| Immeuble                                                             | Mulhouse                                | Haut-Rhin               | Grand Est                  | inscrit    | « PA00085538 », notice no PA00085538 | 47° 44′ 43″ nord, 7° 20′ 30″ est   |       |
| Immeuble                                                             | Mulhouse                                | Haut-Rhin               | Grand Est                  | inscrit    | « PA00085541 », notice no PA00085541 | 47° 44′ 43″ nord, 7° 20′ 34″ est   |       |
| Immeuble                                                             | Mulhouse                                | Haut-Rhin               | Grand Est                  | inscrit    | « PA00085542 », notice no PA00085542 | 47° 44′ 44″ nord, 7° 20′ 32″ est   |       |
| Fortifications                                                       | Riquewihr                               | Haut-Rhin               | Grand Est                  | inscrit    | « PA00085603 », notice no PA00085603 | 48° 10′ 04″ nord, 7° 17′ 45″ est   |       |
| Chapelle Saint-Laurent                                               | Pietroso                                | Haute-Corse             | Corse                      | classé     | « PA00099232 », notice no PA00099232 | 42° 09′ 35″ nord, 9° 16′ 18″ est   |       |
| Résidence Charles Tron                                               | Bagnères-de-Luchon                      | Haute-Garonne           | Occitanie                  | inscrit    | « PA00094280 », notice no PA00094280 | 42° 47′ 18″ nord, 0° 35′ 30″ est   |       |
| Église Saint-Eutrope de Baziège                                      | Baziège                                 | Haute-Garonne           | Occitanie                  | inscrit    | « PA00094284 », notice no PA00094284 | 43° 27′ 42″ nord, 1° 38′ 36″ est   |       |
| Église Saint-Pierre-ès-Liens                                         | Fos                                     | Haute-Garonne           | Occitanie                  | inscrit    | « PA00094332 », notice no PA00094332 | 42° 52′ 15″ nord, 0° 44′ 14″ est   |       |
| Hospice de la Grave                                                  | Toulouse                                | Haute-Garonne           | Occitanie                  | inscrit    | « PA00094529 », notice no PA00094529 | 43° 36′ 03″ nord, 1° 25′ 59″ est   |       |
| Hôtel-Dieu Saint-Jacques                                             | Toulouse                                | Haute-Garonne           | Occitanie                  | inscrit    | « PA00094545 », notice no PA00094545 | 43° 35′ 59″ nord, 1° 26′ 13″ est   |       |
| Église Saint-Nicolas de Toulouse                                     | Toulouse                                | Haute-Garonne           | Occitanie                  | classé     | « PA00094522 », notice no PA00094522 | 43° 35′ 57″ nord, 1° 26′ 03″ est   |       |
| Hôtel Saint-Jean                                                     | Toulouse                                | Haute-Garonne           | Occitanie                  | inscrit    | « PA00094571 », notice no PA00094571 | 43° 35′ 50″ nord, 1° 26′ 33″ est   |       |
| Église Saint-Sernin de Verfeil                                       | Verfeil                                 | Haute-Garonne           | Occitanie                  | inscrit    | « PA00094656 », notice no PA00094656 | 43° 39′ 21″ nord, 1° 41′ 01″ est   |       |
| Chapelle des Pénitents d'Allègre                                     | Allègre                                 | Haute-Loire             | Auvergne-Rhône-Alpes       | inscrit    | « PA00092570 », notice no PA00092570 | 45° 12′ 03″ nord, 3° 42′ 42″ est   |       |
| Église Saint-Julien d'Autrac                                         | Autrac                                  | Haute-Loire             | Auvergne-Rhône-Alpes       | inscrit    | « PA00092586 », notice no PA00092586 | 45° 19′ 44″ nord, 3° 07′ 44″ est   |       |
| Château de Farnier                                                   | Brives-Charensac                        | Haute-Loire             | Auvergne-Rhône-Alpes       | inscrit    | « PA00092624 », notice no PA00092624 | 45° 02′ 49″ nord, 3° 54′ 42″ est   |       |
| Église Sainte-Foi-de-la-Brousse de Chaniat                           | Chaniat                                 | Haute-Loire             | Auvergne-Rhône-Alpes       | inscrit    | « PA00092643 », notice no PA00092643 | 45° 19′ 01″ nord, 3° 29′ 07″ est   |       |
| Église Saint-Mathieu d'Espalem                                       | Espalem                                 | Haute-Loire             | Auvergne-Rhône-Alpes       | inscrit    | « PA00092665 », notice no PA00092665 | 45° 18′ 25″ nord, 3° 14′ 00″ est   |       |
| Prieuré de Grazac                                                    | Grazac                                  | Haute-Loire             | Auvergne-Rhône-Alpes       | inscrit    | « PA00092673 », notice no PA00092673 | 45° 11′ 18″ nord, 4° 11′ 01″ est   |       |
| Château de Vernassal                                                 | Léotoing                                | Haute-Loire             | Auvergne-Rhône-Alpes       | inscrit    | « PA00092695 », notice no PA00092695 | 45° 20′ 28″ nord, 3° 14′ 13″ est   |       |
| Château de Coubladour                                                | Loudes                                  | Haute-Loire             | Auvergne-Rhône-Alpes       | inscrit    | « PA00092697 », notice no PA00092697 | 45° 06′ 52″ nord, 3° 44′ 40″ est   |       |
| Dolmen de Marjallat                                                  | Mazeyrat-d'Allier                       | Haute-Loire             | Auvergne-Rhône-Alpes       | classé     | « PA00092707 », notice no PA00092707 | 45° 09′ 26″ nord, 3° 31′ 20″ est   |       |
| Manoir du Mazonric                                                   | Pradelles                               | Haute-Loire             | Auvergne-Rhône-Alpes       | inscrit    | « PA00092735 », notice no PA00092735 | 44° 45′ 47″ nord, 3° 50′ 45″ est   |       |
| Château de Chabanoles                                                | Retournac                               | Haute-Loire             | Auvergne-Rhône-Alpes       | inscrit    | « PA00092816 », notice no PA00092816 | 45° 11′ 15″ nord, 4° 02′ 28″ est   |       |
| Prieuré-château de Saint-Arcons-d'Allier                             | Saint-Arcons-d'Allier                   | Haute-Loire             | Auvergne-Rhône-Alpes       | inscrit    | « PA00092830 », notice no PA00092830 | 45° 04′ 07″ nord, 3° 33′ 01″ est   |       |
| Église Saint-Barthélémy de Saint-Geneys-près-Saint-Paulien           | Saint-Geneys-près-Saint-Paulien         | Haute-Loire             | Auvergne-Rhône-Alpes       | inscrit    | « PA00092842 », notice no PA00092842 | 45° 09′ 42″ nord, 3° 49′ 17″ est   |       |
| Dolmen de Séneujols                                                  | Séneujols                               | Haute-Loire             | Auvergne-Rhône-Alpes       | classé     | « PA00092897 », notice no PA00092897 | 44° 58′ 21″ nord, 3° 46′ 12″ est   |       |
| Chibotte du bois de Lirate                                           | Vals-près-le-Puy                        | Haute-Loire             | Auvergne-Rhône-Alpes       | inscrit    | « PA00092909 », notice no PA00092909 | 45° 01′ 26″ nord, 3° 51′ 14″ est   |       |
| Villa gallo-romaine d'Andilly-en-Bassigny                            | Andilly-en-Bassigny                     | Haute-Marne             | Grand Est                  | classé     | « PA00078935 », notice no PA00078935 | 47° 55′ 51″ nord, 5° 30′ 48″ est   |       |
| Fontaine-lavoir de Cohons                                            | Cohons                                  | Haute-Marne             | Grand Est                  | inscrit    | « PA00079033 », notice no PA00079033 | 47° 47′ 20″ nord, 5° 20′ 30″ est   |       |
| Jardin de Silière et sa demeure                                      | Cohons                                  | Haute-Marne             | Grand Est                  | inscrit    | « PA00079035 », notice no PA00079035 | 47° 47′ 24″ nord, 5° 20′ 54″ est   |       |
| Fonderie de Dommartin-le-Franc                                       | Dommartin-le-Franc                      | Haute-Marne             | Grand Est                  | inscrit    | « PA00079049 », notice no PA00079049 | 48° 25′ 58″ nord, 4° 57′ 40″ est   |       |
| Couvent des Annonciades                                              | Langres                                 | Haute-Marne             | Grand Est                  | inscrit    | « PA00079091 », notice no PA00079091 | 47° 52′ 01″ nord, 5° 20′ 08″ est   |       |
| Faïencerie des Auges                                                 | Langres                                 | Haute-Marne             | Grand Est                  | inscrit    | « PA00079097 », notice no PA00079097 | 47° 51′ 12″ nord, 5° 20′ 22″ est   |       |
| Demeure de plaisance                                                 | Longeau-Percey                          | Haute-Marne             | Grand Est                  | inscrit    | « PA00079137 », notice no PA00079137 | 47° 45′ 56″ nord, 5° 18′ 32″ est   |       |
| Château de Poissons                                                  | Poissons                                | Haute-Marne             | Grand Est                  | inscrit    | « PA00079187 », notice no PA00079187 | 48° 25′ 29″ nord, 5° 13′ 01″ est   |       |
| Église Saint-Barthélemy de Robert-Magny-Laneuville-à-Rémy            | Robert-Magny-Laneuville-à-Rémy          | Haute-Marne             | Grand Est                  | inscrit    | « PA00079203 », notice no PA00079203 | 48° 27′ 41″ nord, 4° 50′ 48″ est   |       |
| Grande fontaine-lavoir de Velotte                                    | Amblans-et-Velotte                      | Haute-Saône             | Bourgogne-Franche-Comté    | inscrit    | « PA00102107 », notice no PA00102107 | 47° 40′ 52″ nord, 6° 25′ 21″ est   |       |
| Puits communal d'Amblans                                             | Amblans-et-Velotte                      | Haute-Saône             | Bourgogne-Franche-Comté    | inscrit    | « PA00102108 », notice no PA00102108 | 47° 40′ 46″ nord, 6° 24′ 35″ est   |       |
| Puits communal de Velotte                                            | Amblans-et-Velotte                      | Haute-Saône             | Bourgogne-Franche-Comté    | inscrit    | « PA00102109 », notice no PA00102109 | 47° 40′ 44″ nord, 6° 24′ 51″ est   |       |
| Croix monumentale du Mont-Dahin                                      | Amont-et-Effreney                       | Haute-Saône             | Bourgogne-Franche-Comté    | classé     | « PA00102110 », notice no PA00102110 | 47° 52′ 09″ nord, 6° 33′ 00″ est   |       |
| Maison de vigneron                                                   | Chevigney                               | Haute-Saône             | Bourgogne-Franche-Comté    | inscrit    | « PA00102136 », notice no PA00102136 | 47° 20′ 03″ nord, 5° 35′ 23″ est   |       |
| Caserne de Faverney                                                  | Faverney                                | Haute-Saône             | Bourgogne-Franche-Comté    | inscrit    | « PA00102157 », notice no PA00102157 | 47° 45′ 59″ nord, 6° 06′ 07″ est   |       |
| Hospice Marie-Richard                                                | Lure                                    | Haute-Saône             | Bourgogne-Franche-Comté    | inscrit    | « PA00102200 », notice no PA00102200 | 47° 40′ 54″ nord, 6° 29′ 58″ est   |       |
| Mairie-lavoir de Mailleroncourt-Saint-Pancras                        | Mailleroncourt-Saint-Pancras            | Haute-Saône             | Bourgogne-Franche-Comté    | inscrit    | « PA00102216 », notice no PA00102216 | 47° 55′ 08″ nord, 6° 07′ 54″ est   |       |
| Église Saints-Pierre-et-Paul de Mélisey                              | Mélisey                                 | Haute-Saône             | Bourgogne-Franche-Comté    | classé     | « PA00102222 », notice no PA00102222 | 47° 45′ 10″ nord, 6° 35′ 01″ est   |       |
| Ferme                                                                | Moimay                                  | Haute-Saône             | Bourgogne-Franche-Comté    | inscrit    | « PA00102225 », notice no PA00102225 | 47° 33′ 13″ nord, 6° 24′ 33″ est   |       |
| Fontaine-lavoir de Montagney                                         | Montagney                               | Haute-Saône             | Bourgogne-Franche-Comté    | inscrit    | « PA00102226 », notice no PA00102226 | 47° 17′ 10″ nord, 5° 39′ 30″ est   |       |
| Lavoir Nord                                                          | Oyrières                                | Haute-Saône             | Bourgogne-Franche-Comté    | inscrit    | « PA00102241 », notice no PA00102241 | 47° 32′ 09″ nord, 5° 33′ 40″ est   |       |
| Croix de carrefour de Rupt-sur-Saône                                 | Rupt-sur-Saône                          | Haute-Saône             | Bourgogne-Franche-Comté    | inscrit    | « PA00102265 », notice no PA00102265 | 47° 38′ 55″ nord, 5° 56′ 09″ est   |       |
| Buvette Cachat                                                       | Évian-les-Bains                         | Haute-Savoie            | Auvergne-Rhône-Alpes       | inscrit    | « PA00118392 », notice no PA00118392 | 46° 24′ 01″ nord, 6° 35′ 31″ est   |       |
| Établissement thermal (actuellement Palais Lumière)                  | Évian-les-Bains                         | Haute-Savoie            | Auvergne-Rhône-Alpes       | inscrit    | « PA00118395 », notice no PA00118395 | 46° 24′ 05″ nord, 6° 35′ 29″ est   |       |
| Église de la Visitation-de-Notre-Dame de Quintal                     | Quintal                                 | Haute-Savoie            | Auvergne-Rhône-Alpes       | inscrit    | « PA00118420 », notice no PA00118420 | 45° 50′ 17″ nord, 6° 05′ 11″ est   |       |
| Collégiale Saint-Jacques de Sallanches                               | Sallanches                              | Haute-Savoie            | Auvergne-Rhône-Alpes       | inscrit    | « PA00118438 », notice no PA00118438 | 45° 56′ 14″ nord, 6° 37′ 34″ est   |       |
| Chapelle de Flérier                                                  | Taninges                                | Haute-Savoie            | Auvergne-Rhône-Alpes       | inscrit    | « PA00118448 », notice no PA00118448 | 46° 06′ 22″ nord, 6° 34′ 44″ est   |       |
| Croix du Buis                                                        | Le Buis                                 | Haute-Vienne            | Nouvelle-Aquitaine         | inscrit    | « PA00100258 », notice no PA00100258 | 46° 02′ 00″ nord, 1° 12′ 00″ est   |       |
| Chapelle Saint-Jean-Baptiste de Bussière-Boffy                       | Bussière-Boffy                          | Haute-Vienne            | Nouvelle-Aquitaine         | inscrit    | « PA00100260 », notice no PA00100260 | 46° 02′ 53″ nord, 0° 51′ 07″ est   |       |
| Château de Dompierre                                                 | Dompierre-les-Églises                   | Haute-Vienne            | Nouvelle-Aquitaine         | inscrit    | « PA00100295 », notice no PA00100295 | 46° 13′ 05″ nord, 1° 16′ 10″ est   |       |
| Église Saint-Pierre-ès-Liens d'Eybouleuf                             | Eybouleuf                               | Haute-Vienne            | Nouvelle-Aquitaine         | inscrit    | « PA00100302 », notice no PA00100302 | 45° 47′ 45″ nord, 1° 28′ 53″ est   |       |
| Maison Romanet                                                       | Eymoutiers                              | Haute-Vienne            | Nouvelle-Aquitaine         | inscrit    | « PA00100308 », notice no PA00100308 | 45° 44′ 20″ nord, 1° 44′ 40″ est   |       |
| Château du Fraisse                                                   | Nouic                                   | Haute-Vienne            | Nouvelle-Aquitaine         | inscrit    | « PA00100405 », notice no PA00100405 | 46° 05′ 09″ nord, 0° 54′ 52″ est   |       |
| Château de la Quintaine                                              | Panazol                                 | Haute-Vienne            | Nouvelle-Aquitaine         | inscrit    | « PA00100411 », notice no PA00100411 | 45° 50′ 34″ nord, 1° 18′ 48″ est   |       |
| Chapelle templière de la Bussière-Rapy                               | Saint-Amand-Magnazeix                   | Haute-Vienne            | Nouvelle-Aquitaine         | inscrit    | « PA00100434 », notice no PA00100434 | 46° 10′ 41″ nord, 1° 23′ 20″ est   |       |
| Pont-Notre-Dame                                                      | Saint-Junien                            | Haute-Vienne            | Nouvelle-Aquitaine         | inscrit    | « PA00100456 », notice no PA00100456 | 45° 52′ 48″ nord, 0° 53′ 56″ est   |       |
| Église Saint-Just de Saint-Just-le-Martel                            | Saint-Just-le-Martel                    | Haute-Vienne            | Nouvelle-Aquitaine         | inscrit    | « PA00100458 », notice no PA00100458 | 45° 51′ 38″ nord, 1° 23′ 10″ est   |       |
| Église Saint-Martin de Sauviat-sur-Vige                              | Sauviat-sur-Vige                        | Haute-Vienne            | Nouvelle-Aquitaine         | inscrit    | « PA00100500 », notice no PA00100500 | 45° 54′ 21″ nord, 1° 36′ 30″ est   |       |
| Cadran solaire du col de Cabre                                       | La Beaume                               | Hautes-Alpes            | Provence-Alpes-Côte d'Azur | inscrit    | « PA00080523 », notice no PA00080523 | 44° 33′ 17″ nord, 5° 37′ 13″ est   |       |
| Fort d'Anjou                                                         | Briançon                                | Hautes-Alpes            | Provence-Alpes-Côte d'Azur | inscrit    | « PA00080531 », notice no PA00080531 | 44° 53′ 18″ nord, 6° 39′ 35″ est   |       |
| Redoute du Point du Jour                                             | Briançon                                | Hautes-Alpes            | Provence-Alpes-Côte d'Azur | inscrit    | « PA00080541 », notice no PA00080541 | 44° 53′ 21″ nord, 6° 39′ 39″ est   |       |
| Chapelle Notre-Dame-des-Neiges-et-Saint-Ours de Guillestre           | Guillestre                              | Hautes-Alpes            | Provence-Alpes-Côte d'Azur | inscrit    | « PA00080575 », notice no PA00080575 | 44° 39′ 27″ nord, 6° 39′ 10″ est   |       |
| Chapelle Saint-Hippolyte de Névache                                  | Névache                                 | Hautes-Alpes            | Provence-Alpes-Côte d'Azur | inscrit    | « PA00080593 », notice no PA00080593 | 45° 01′ 03″ nord, 6° 38′ 13″ est   |       |
| Prieuré de Saint-André-de-Rosans                                     | Saint-André-de-Rosans                   | Hautes-Alpes            | Provence-Alpes-Côte d'Azur | inscrit    | « PA00080605 », notice no PA00080605 | 44° 22′ 40″ nord, 5° 30′ 50″ est   |       |
| Chapelle Saint-Sébastien de Saint-Martin-de-Queyrières               | Saint-Martin-de-Queyrières              | Hautes-Alpes            | Provence-Alpes-Côte d'Azur | inscrit    | « PA00080614 », notice no PA00080614 | 44° 50′ 33″ nord, 6° 35′ 01″ est   |       |
| Maison d'Uzer                                                        | Bagnères-de-Bigorre                     | Hautes-Pyrénées         | Occitanie                  | inscrit    | « PA00095339 », notice no PA00095339 | 43° 03′ 47″ nord, 0° 08′ 47″ est   |       |
| Église Saint-Vincent de Silhen                                       | Boô-Silhen                              | Hautes-Pyrénées         | Occitanie                  | inscrit    | « PA00095352 », notice no PA00095352 | 43° 00′ 46″ nord, 0° 04′ 44″ ouest |       |
| Église Saint-Barthélémy de Boô                                       | Boô-Silhen                              | Hautes-Pyrénées         | Occitanie                  | inscrit    | « PA00095351 », notice no PA00095351 | 43° 01′ 25″ nord, 0° 04′ 05″ ouest |       |
| Église Saint-Saturnin de Loubajac                                    | Loubajac                                | Hautes-Pyrénées         | Occitanie                  | inscrit    | « PA00095389 », notice no PA00095389 | 43° 08′ 02″ nord, 0° 04′ 50″ ouest |       |
| Église Sainte-Marie de Lurp                                          | Saint-Pastous                           | Hautes-Pyrénées         | Occitanie                  | inscrit    | « PA00095411 », notice no PA00095411 | 43° 00′ 57″ nord, 0° 03′ 27″ ouest |       |
| Synagogue de Boulogne-Billancourt                                    | Boulogne-Billancourt                    | Hauts-de-Seine          | Île-de-France              | inscrit    | « PA00088084 », notice no PA00088084 | 48° 50′ 51″ nord, 2° 13′ 49″ est   |       |
| Hôtel Walewska                                                       | Boulogne-Billancourt                    | Hauts-de-Seine          | Île-de-France              | inscrit    | « PA00088074 », notice no PA00088074 | 48° 50′ 43″ nord, 2° 14′ 00″ est   |       |
| Hippodrome de Saint-Cloud                                            | Rueil-Malmaison                         | Hauts-de-Seine          | Île-de-France              | inscrit    | « PA00088139 », notice no PA00088139 | 48° 51′ 30″ nord, 2° 12′ 15″ est   |       |
| Domaine de Fouilleuse                                                | Rueil-Malmaison                         | Hauts-de-Seine          | Île-de-France              | inscrit    | « PA00088137 », notice no PA00088137 | 48° 51′ 40″ nord, 2° 11′ 45″ est   |       |
| Villa Mirande                                                        | Saint-Cloud                             | Hauts-de-Seine          | Île-de-France              | inscrit    | « PA00088145 », notice no PA00088145 | 48° 50′ 43″ nord, 2° 12′ 50″ est   |       |
| Manufacture des cristaux de la Reine                                 | Sèvres                                  | Hauts-de-Seine          | Île-de-France              | inscrit    | « PA00088149 », notice no PA00088149 | 48° 49′ 34″ nord, 2° 13′ 34″ est   |       |
| Immeuble                                                             | Sèvres                                  | Hauts-de-Seine          | Île-de-France              | inscrit    | « PA00088153 », notice no PA00088153 | 48° 50′ 40″ nord, 2° 13′ 10″ est   |       |
| Lycée Michelet                                                       | Vanves                                  | Hauts-de-Seine          | Île-de-France              | inscrit    | « PA00088159 », notice no PA00088159 | 48° 49′ 30″ nord, 2° 17′ 12″ est   |       |
| Château d'Aumelas                                                    | Aumelas                                 | Hérault                 | Occitanie                  | inscrit    | « PA00103363 », notice no PA00103363 | 43° 36′ 14″ nord, 3° 35′ 57″ est   |       |
| Église de Rocozels                                                   | Ceilhes-et-Rocozels                     | Hérault                 | Occitanie                  | inscrit    | « PA00103426 », notice no PA00103426 | 43° 48′ 54″ nord, 3° 05′ 12″ est   |       |
| Église Saint-Jean-Baptiste de Ceilhes                                | Ceilhes-et-Rocozels                     | Hérault                 | Occitanie                  | inscrit    | « PA00103425 », notice no PA00103425 | 43° 48′ 11″ nord, 3° 06′ 41″ est   |       |
| Château de Flaugergues                                               | Montpellier                             | Hérault                 | Occitanie                  | classé     | « PA00103525 », notice no PA00103525 | 43° 36′ 37″ nord, 3° 55′ 12″ est   |       |
| Abbaye de Saint-Guilhem-le-Désert                                    | Saint-Guilhem-le-Désert                 | Hérault                 | Occitanie                  | inscrit    | « PA00103690 », notice no PA00103690 | 43° 44′ 01″ nord, 3° 32′ 56″ est   |       |
| Église Saint-Vincent de Saint-Vincent-de-Barbeyrargues               | Saint-Vincent-de-Barbeyrargues          | Hérault                 | Occitanie                  | inscrit    | « PA00103716 », notice no PA00103716 | 43° 42′ 24″ nord, 3° 52′ 37″ est   |       |
| Église Saint-Julien-et-Sainte-Basilisse-d'Antioche de Servian        | Servian                                 | Hérault                 | Occitanie                  | inscrit    | « PA00103724 », notice no PA00103724 | 43° 25′ 38″ nord, 3° 18′ 00″ est   |       |
| Château de Sorbs                                                     | Sorbs                                   | Hérault                 | Occitanie                  | inscrit    | « PA00103730 », notice no PA00103730 | 43° 53′ 34″ nord, 3° 24′ 27″ est   |       |
| Couvent des Calvairiennes                                            | Redon                                   | Ille-et-Vilaine         | Bretagne                   | inscrit    | « PA00090665 », notice no PA00090665 | 47° 39′ 08″ nord, 2° 04′ 41″ ouest |       |
| Couvent des Calvairiennes de Saint-Cyr                               | Rennes                                  | Ille-et-Vilaine         | Bretagne                   | inscrit    | « PA00090678 », notice no PA00090678 | 48° 06′ 39″ nord, 1° 41′ 51″ ouest |       |
| Moulin de Beauchet                                                   | Saint-Père (également sur Saint-Suliac) | Ille-et-Vilaine         | Bretagne                   | inscrit    | « PA00090878 », notice no PA00090878 | 48° 34′ 34″ nord, 1° 57′ 17″ ouest |       |
| Enceinte médiévale, dite « l'Huitrière »                             | Saint-Suliac                            | Ille-et-Vilaine         | Bretagne                   | classé     | « PA00090881 », notice no PA00090881 | 48° 33′ 18″ nord, 1° 58′ 01″ ouest |       |
| Couvent des Augustins du Blanc                                       | Le Blanc                                | Indre                   | Centre-Val de Loire        | inscrit    | « PA00097277 », notice no PA00097277 | 46° 38′ 01″ nord, 1° 03′ 42″ est   |       |
| Château-Naillac                                                      | Le Blanc                                | Indre                   | Centre-Val de Loire        | inscrit    | « PA00097276 », notice no PA00097276 | 46° 37′ 44″ nord, 1° 03′ 46″ est   |       |
| Château de Gargilesse-Dampierre                                      | Gargilesse-Dampierre                    | Indre                   | Centre-Val de Loire        | inscrit    | « PA00097351 », notice no PA00097351 | 46° 30′ 47″ nord, 1° 35′ 48″ est   |       |
| Rempart médiéval de l'îlot Villatte                                  | Issoudun                                | Indre                   | Centre-Val de Loire        | inscrit    | « PA00097364 », notice no PA00097364 | 46° 56′ 42″ nord, 1° 59′ 42″ est   |       |
| Château de la Ferté                                                  | Reuilly                                 | Indre                   | Centre-Val de Loire        | classé     | « PA00097437 », notice no PA00097437 | 47° 03′ 54″ nord, 2° 02′ 26″ est   |       |
| Rempart gaulois des Châteliers                                       | Amboise                                 | Indre-et-Loire          | Centre-Val de Loire        | classé     | « PA00097522 », notice no PA00097522 | 47° 24′ 45″ nord, 0° 59′ 53″ est   |       |
| Château de Chargé                                                    | Razines                                 | Indre-et-Loire          | Centre-Val de Loire        | inscrit    | « PA00097932 », notice no PA00097932 | 46° 58′ 12″ nord, 0° 23′ 51″ est   |       |
| Oppidum des Deux Manses                                              | Sainte-Maure-de-Touraine                | Indre-et-Loire          | Centre-Val de Loire        | inscrit    | « PA00098089 », notice no PA00098089 | 47° 07′ 12″ nord, 0° 35′ 19″ est   |       |
| Maison de La Psalette                                                | Tours                                   | Indre-et-Loire          | Centre-Val de Loire        | classé     | « PA00098243 », notice no PA00098243 | 47° 23′ 33″ nord, 0° 40′ 54″ est   |       |
| Grange de Louisias                                                   | Charavines                              | Isère                   | Auvergne-Rhône-Alpes       | classé     | « PA00117133 », notice no PA00117133 | 45° 25′ 33″ nord, 5° 31′ 37″ est   |       |
| Château de Beauregard                                                | Coublevie                               | Isère                   | Auvergne-Rhône-Alpes       | inscrit    | « PA00117150 », notice no PA00117150 | 45° 21′ 18″ nord, 5° 37′ 34″ est   |       |
| Château de Bon Repos                                                 | Jarrie                                  | Isère                   | Auvergne-Rhône-Alpes       | inscrit    | « PA00117208 », notice no PA00117208 | 45° 06′ 37″ nord, 5° 45′ 23″ est   |       |
| Château de Bardonenche                                               | Monestier-de-Clermont                   | Isère                   | Auvergne-Rhône-Alpes       | inscrit    | « PA00117242 », notice no PA00117242 | 44° 55′ 08″ nord, 5° 38′ 12″ est   |       |
| Fonderie royale de canons de Saint-Gervais                           | Saint-Gervais                           | Isère                   | Auvergne-Rhône-Alpes       | inscrit    | « PA00117254 », notice no PA00117254 | 45° 12′ 20″ nord, 5° 28′ 00″ est   |       |
| Château de Montbourgeau                                              | L'Étoile                                | Jura                    | Bourgogne-Franche-Comté    | inscrit    | « PA00101877 », notice no PA00101877 | 46° 42′ 50″ nord, 5° 31′ 53″ est   |       |
| Château de Montrond                                                  | Montrond                                | Jura                    | Bourgogne-Franche-Comté    | classé     | « PA00101964 », notice no PA00101964 | 46° 47′ 37″ nord, 5° 49′ 53″ est   |       |
| Four à pain des baraques du Cinq                                     | Our                                     | Jura                    | Bourgogne-Franche-Comté    | inscrit    | « PA00101984 », notice no PA00101984 | 47° 07′ 04″ nord, 5° 38′ 42″ est   |       |
| Oratoire de Peintre                                                  | Peintre                                 | Jura                    | Bourgogne-Franche-Comté    | classé     | « PA00101988 », notice no PA00101988 | 47° 11′ 36″ nord, 5° 28′ 43″ est   |       |
| Fontaine-lavoir de Peintre                                           | Peintre                                 | Jura                    | Bourgogne-Franche-Comté    | inscrit    | « PA00101989 », notice no PA00101989 | 47° 11′ 37″ nord, 5° 28′ 49″ est   |       |
| Baraques du quatorze                                                 | La Vieille-Loye                         | Jura                    | Bourgogne-Franche-Comté    | inscrit    | « PA00102051 », notice no PA00102051 | 47° 03′ 17″ nord, 5° 38′ 25″ est   |       |
| Rotonde de la Vignotte                                               | Mont-de-Marsan                          | Landes                  | Nouvelle-Aquitaine         | inscrit    | « PA00083983 », notice no PA00083983 | 43° 53′ 29″ nord, 0° 30′ 13″ ouest |       |
| Château de Menars                                                    | Menars                                  | Loir-et-Cher            | Centre-Val de Loire        | classé     | « PA00098477 », notice no PA00098477 | 47° 38′ 20″ nord, 1° 24′ 37″ est   |       |
| Tour des Montils                                                     | Les Montils                             | Loir-et-Cher            | Centre-Val de Loire        | inscrit    | « PA00098502 », notice no PA00098502 | 47° 29′ 41″ nord, 1° 17′ 49″ est   |       |
| Grange de Courcimont                                                 | Nouan-le-Fuzelier                       | Loir-et-Cher            | Centre-Val de Loire        | inscrit    | « PA00098532 », notice no PA00098532 | 47° 32′ 15″ nord, 2° 01′ 33″ est   |       |
| Église Saint-Jean-Baptiste de Rougeou                                | Rougeou                                 | Loir-et-Cher            | Centre-Val de Loire        | classé     | « PA00098560 », notice no PA00098560 | 47° 21′ 46″ nord, 1° 32′ 08″ est   |       |
| Château de Montmarin                                                 | Sargé-sur-Braye                         | Loir-et-Cher            | Centre-Val de Loire        | inscrit    | « PA00098590 », notice no PA00098590 | 47° 54′ 58″ nord, 0° 50′ 09″ est   |       |
| Église Sainte-Marie-Madeleine de Villefranche-sur-Cher               | Villefranche-sur-Cher                   | Loir-et-Cher            | Centre-Val de Loire        | classé     | « PA00098656 », notice no PA00098656 | 47° 17′ 36″ nord, 1° 46′ 21″ est   |       |
| Château Dorian                                                       | Fraisses                                | Loire                   | Auvergne-Rhône-Alpes       | classé     | « PA00117492 », notice no PA00117492 | 45° 23′ 20″ nord, 4° 16′ 12″ est   |       |
| Motte castrale de Villers                                            | Villers                                 | Loire                   | Auvergne-Rhône-Alpes       | inscrit    | « PA00117681 », notice no PA00117681 | 46° 07′ 26″ nord, 4° 13′ 48″ est   |       |
| Forges de la Jahotière                                               | Abbaretz                                | Loire-Atlantique        | Pays de la Loire           | inscrit    | « PA00108561 », notice no PA00108561 | 47° 33′ 29″ nord, 1° 26′ 42″ ouest |       |
| Domaine de la Garenne Lemot                                          | Gétigné                                 | Loire-Atlantique        | Pays de la Loire           | inscrit    | « PA00108615 », notice no PA00108615 | 47° 05′ 06″ nord, 1° 16′ 33″ ouest |       |
| Atelier de potier                                                    | Herbignac                               | Loire-Atlantique        | Pays de la Loire           | inscrit    | « PA00108628 », notice no PA00108628 | 47° 26′ 28″ nord, 2° 21′ 36″ ouest |       |
| Hôtel Grou                                                           | Nantes                                  | Loire-Atlantique        | Pays de la Loire           | inscrit    | « PA00108723 », notice no PA00108723 | 47° 12′ 44″ nord, 1° 33′ 25″ ouest |       |
| Hôtel de La Villestreux                                              | Nantes                                  | Loire-Atlantique        | Pays de la Loire           | inscrit    | « PA00108672 », notice no PA00108672 | 47° 12′ 43″ nord, 1° 33′ 25″ ouest |       |
| Basilique Saint-Nicolas                                              | Nantes                                  | Loire-Atlantique        | Pays de la Loire           | classé     | « PA00108661 », notice no PA00108661 | 47° 12′ 55″ nord, 1° 33′ 28″ ouest |       |
| Immeuble                                                             | Nantes                                  | Loire-Atlantique        | Pays de la Loire           | inscrit    | « PA00108720 », notice no PA00108720 | 47° 12′ 45″ nord, 1° 33′ 22″ ouest |       |
| Immeuble                                                             | Nantes                                  | Loire-Atlantique        | Pays de la Loire           | classé     | « PA00108745 », notice no PA00108745 | 47° 12′ 45″ nord, 1° 33′ 19″ ouest |       |
| Presbytère Saint-Nicolas                                             | Nantes                                  | Loire-Atlantique        | Pays de la Loire           | inscrit    | « PA00108759 », notice no PA00108759 | 47° 12′ 56″ nord, 1° 33′ 27″ ouest |       |
| Château de Pornic                                                    | Pornic                                  | Loire-Atlantique        | Pays de la Loire           | inscrit    | « PA00108773 », notice no PA00108773 | 47° 06′ 50″ nord, 2° 06′ 20″ ouest |       |
| Mur gallo-romain de Saint-Lupien                                     | Rezé                                    | Loire-Atlantique        | Pays de la Loire           | classé     | « PA00108571 », notice no PA00108571 | 47° 11′ 31″ nord, 1° 33′ 55″ ouest |       |
| Chapelle Saint-Lupien                                                | Rezé                                    | Loire-Atlantique        | Pays de la Loire           | classé     | « PA00108782 », notice no PA00108782 | 47° 11′ 31″ nord, 1° 33′ 55″ ouest |       |
| Haut-fourneau de la Poitevinière                                     | Riaillé                                 | Loire-Atlantique        | Pays de la Loire           | inscrit    | « PA00108784 », notice no PA00108784 | 47° 32′ 01″ nord, 1° 18′ 28″ ouest |       |
| Manoir de l'Orgeraie                                                 | Rougé                                   | Loire-Atlantique        | Pays de la Loire           | inscrit    | « PA00108785 », notice no PA00108785 | 47° 45′ 44″ nord, 1° 29′ 31″ ouest |       |
| Chapelle de la Savarière                                             | Saint-Sébastien-sur-Loire               | Loire-Atlantique        | Pays de la Loire           | inscrit    | « PA00108820 », notice no PA00108820 | 47° 12′ 31″ nord, 1° 29′ 28″ ouest |       |
| Forge de la Hunaudière                                               | Sion-les-Mines                          | Loire-Atlantique        | Pays de la Loire           | inscrit    | « PA00108826 », notice no PA00108826 | 47° 42′ 52″ nord, 1° 32′ 00″ ouest |       |
| Château de Courcelles-le-Roy                                         | Beaulieu-sur-Loire                      | Loiret                  | Centre-Val de Loire        | inscrit    | « PA00098704 », notice no PA00098704 | 47° 33′ 14″ nord, 2° 45′ 39″ est   |       |
| Château de Beaulieu-sur-Loire                                        | Beaulieu-sur-Loire                      | Loiret                  | Centre-Val de Loire        | inscrit    | « PA00098705 », notice no PA00098705 | 47° 32′ 35″ nord, 2° 49′ 03″ est   |       |
| Église Saint-Étienne de Beaulieu-sur-Loire                           | Beaulieu-sur-Loire                      | Loiret                  | Centre-Val de Loire        | inscrit    | « PA00098706 », notice no PA00098706 | 47° 32′ 36″ nord, 2° 49′ 03″ est   |       |
| Château de la Luzerne                                                | Chambon-la-Forêt                        | Loiret                  | Centre-Val de Loire        | inscrit    | « PA00098730 », notice no PA00098730 | 48° 03′ 20″ nord, 2° 17′ 40″ est   |       |
| Polissoirs et menhir de Coinche                                      | Chantecoq                               | Loiret                  | Centre-Val de Loire        | classé     | « PA00098731 », notice no PA00098731 | 48° 03′ 54″ nord, 2° 58′ 35″ est   |       |
| Château de la Forêt                                                  | Montcresson                             | Loiret                  | Centre-Val de Loire        | inscrit    | « PA00098826 », notice no PA00098826 | 47° 53′ 38″ nord, 2° 49′ 13″ est   |       |
| Collégiale Saint-Georges de Pithiviers                               | Pithiviers                              | Loiret                  | Centre-Val de Loire        | classé     | « PA00098988 », notice no PA00098988 | 48° 10′ 26″ nord, 2° 15′ 30″ est   |       |
| Menhir des Pierres Longues                                           | Saint-Gondon                            | Loiret                  | Centre-Val de Loire        | inscrit    | « PA00099008 », notice no PA00099008 | 47° 42′ 08″ nord, 2° 32′ 12″ est   |       |
| Aquis Segeste                                                        | Sceaux-du-Gâtinais                      | Loiret                  | Centre-Val de Loire        | classé     | « PA00099018 », notice no PA00099018 | 48° 06′ 55″ nord, 2° 37′ 22″ est   |       |
| Église Saint-Saturnin du Bourg                                       | Le Bourg                                | Lot                     | Occitanie                  | classé     | « PA00094986 », notice no PA00094986 | 44° 42′ 37″ nord, 1° 54′ 15″ est   |       |
| Théâtre Ducourneau                                                   | Agen                                    | Lot-et-Garonne          | Nouvelle-Aquitaine         | inscrit    | « PA00084055 », notice no PA00084055 | 44° 12′ 13″ nord, 0° 36′ 55″ est   |       |
| Tour de Caraillé                                                     | Fumel                                   | Lot-et-Garonne          | Nouvelle-Aquitaine         | inscrit    | « PA00084130 », notice no PA00084130 | 44° 28′ 54″ nord, 0° 56′ 51″ est   |       |
| Château de Marcellus                                                 | Marcellus                               | Lot-et-Garonne          | Nouvelle-Aquitaine         | inscrit    | « PA00084161 », notice no PA00084161 | 44° 29′ 07″ nord, 0° 05′ 07″ est   |       |
| Château de Lahitte                                                   | Moncrabeau                              | Lot-et-Garonne          | Nouvelle-Aquitaine         | inscrit    | « PA00084173 », notice no PA00084173 | 44° 04′ 07″ nord, 0° 21′ 29″ est   |       |
| Église Saint-Jean-Baptiste de Fontans                                | Fontans                                 | Lozère                  | Occitanie                  | inscrit    | « PA00103820 », notice no PA00103820 | 44° 44′ 23″ nord, 3° 23′ 12″ est   |       |
| Château de Cougoussac                                                | Gabrias                                 | Lozère                  | Occitanie                  | inscrit    | « PA00103823 », notice no PA00103823 | 44° 34′ 06″ nord, 3° 22′ 48″ est   |       |
| Château de Luc                                                       | Luc                                     | Lozère                  | Occitanie                  | inscrit    | « PA00103838 », notice no PA00103838 | 44° 39′ 09″ nord, 3° 53′ 21″ est   |       |
| Église Saint-Nicolas du Pin                                          | Bourgs sur Colagne                      | Lozère                  | Occitanie                  | inscrit    | « PA00103885 », notice no PA00103885 | 44° 30′ 26″ nord, 3° 13′ 24″ est   |       |
| Chapelle de Roc-Saint-Pierre                                         | Saint-Pierre-le-Vieux                   | Lozère                  | Occitanie                  | inscrit    | « PA00103933 », notice no PA00103933 | 44° 51′ 43″ nord, 3° 19′ 06″ est   |       |
| Hôtel Montrieux                                                      | Angers                                  | Maine-et-Loire          | Pays de la Loire           | inscrit    | « PA00108890 », notice no PA00108890 | 47° 28′ 10″ nord, 0° 32′ 54″ ouest |       |
| Maison, Immeuble                                                     | Angers                                  | Maine-et-Loire          | Pays de la Loire           | inscrit    | « PA00108904 », notice no PA00108904 | 47° 28′ 33″ nord, 0° 33′ 46″ ouest |       |
| Manoir de la Calvinière                                              | Noyant-Villages                         | Maine-et-Loire          | Pays de la Loire           | inscrit    | « PA00108950 », notice no PA00108950 | 47° 29′ 27″ nord, 0° 02′ 23″ est   |       |
| Palais de justice                                                    | Baugé-en-Anjou                          | Maine-et-Loire          | Pays de la Loire           | inscrit    | « PA00108959 », notice no PA00108959 | 47° 32′ 28″ nord, 0° 06′ 04″ ouest |       |
| Église Saint-Pierre de Brain-sur-l'Authion                           | Loire-Authion                           | Maine-et-Loire          | Pays de la Loire           | inscrit    | « PA00108985 », notice no PA00108985 | 47° 26′ 46″ nord, 0° 24′ 41″ ouest |       |
| Château de Chavigné                                                  | Les Bois d'Anjou                        | Maine-et-Loire          | Pays de la Loire           | inscrit    | « PA00108990 », notice no PA00108990 | 47° 25′ 27″ nord, 0° 09′ 17″ ouest |       |
| Château de Montsabert                                                | Brissac Loire Aubance                   | Maine-et-Loire          | Pays de la Loire           | inscrit    | « PA00109068 », notice no PA00109068 | 47° 22′ 33″ nord, 0° 20′ 38″ ouest |       |
| Château de Soulanger                                                 | Doué-en-Anjou                           | Maine-et-Loire          | Pays de la Loire           | inscrit    | « PA00109087 », notice no PA00109087 | 47° 11′ 47″ nord, 0° 18′ 03″ ouest |       |
| Théâtre gallo-romain                                                 | Gennes-Val-de-Loire                     | Maine-et-Loire          | Pays de la Loire           | classé     | « PA00109127 », notice no PA00109127 | 47° 20′ 06″ nord, 0° 14′ 19″ ouest |       |
| Logis du Lion-d'Angers                                               | Le Lion-d'Angers                        | Maine-et-Loire          | Pays de la Loire           | inscrit    | « PA00109150 », notice no PA00109150 | 47° 38′ 58″ nord, 0° 43′ 14″ ouest |       |
| Logis de la Chesnaie-Archenon                                        | Longué-Jumelles                         | Maine-et-Loire          | Pays de la Loire           | inscrit    | « PA00109154 », notice no PA00109154 | 47° 22′ 48″ nord, 0° 06′ 36″ ouest |       |
| Château de la Perraudière                                            | Jarzé Villages                          | Maine-et-Loire          | Pays de la Loire           | inscrit    | « PA00109163 », notice no PA00109163 | 47° 31′ 16″ nord, 0° 15′ 27″ ouest |       |
| Complexe chaufournier de Pincourt                                    | Mauges-sur-Loire                        | Maine-et-Loire          | Pays de la Loire           | inscrit    | « PA00109192 », notice no PA00109192 | 47° 22′ 40″ nord, 0° 51′ 23″ ouest |       |
| Moulin du Boëlle                                                     | Montreuil-Bellay                        | Maine-et-Loire          | Pays de la Loire           | inscrit    | « PA00109203 », notice no PA00109203 | 47° 08′ 04″ nord, 0° 09′ 16″ ouest |       |
| Manoir de la Fresnaye                                                | Val-du-Layon                            | Maine-et-Loire          | Pays de la Loire           | inscrit    | « PA00109252 », notice no PA00109252 | 47° 18′ 38″ nord, 0° 40′ 00″ ouest |       |
| Presbytère                                                           | Savennières                             | Maine-et-Loire          | Pays de la Loire           | inscrit    | « PA00109352 », notice no PA00109352 | 47° 22′ 59″ nord, 0° 39′ 23″ ouest |       |
| Logis de la Cour                                                     | Savennières                             | Maine-et-Loire          | Pays de la Loire           | inscrit    | « PA00109348 », notice no PA00109348 | 47° 23′ 21″ nord, 0° 38′ 27″ ouest |       |
| Église Notre-Dame                                                    | La Séguinière                           | Maine-et-Loire          | Pays de la Loire           | inscrit    | « PA00109354 », notice no PA00109354 | 47° 03′ 44″ nord, 0° 56′ 23″ ouest |       |
| Église Notre-Dame                                                    | Bréville-sur-Mer                        | Manche                  | Normandie                  | inscrit    | « PA00110343 », notice no PA00110343 | 48° 51′ 49″ nord, 1° 33′ 29″ ouest |       |
| Château                                                              | Carantilly                              | Manche                  | Normandie                  | inscrit    | « PA00110351 », notice no PA00110351 | 49° 03′ 58″ nord, 1° 14′ 34″ ouest |       |
| Manoir Saint-Nicolas                                                 | Granville                               | Manche                  | Normandie                  | inscrit    | « PA00110420 », notice no PA00110420 | 48° 49′ 49″ nord, 1° 34′ 26″ ouest |       |
| Abbaye de La Lucerne : vestiges                                      | La Lucerne-d'Outremer                   | Manche                  | Normandie                  | inscrit    | « PA00110442 », notice no PA00110442 | 48° 47′ 30″ nord, 1° 27′ 57″ ouest |       |
| Manoir de Haubourg                                                   | Saint-Côme-du-Mont                      | Manche                  | Normandie                  | inscrit    | « PA00110565 », notice no PA00110565 | 49° 19′ 54″ nord, 1° 17′ 03″ ouest |       |
| Manoir de la Sainte-Yverie                                           | Tamerville                              | Manche                  | Normandie                  | inscrit    | « PA00110617 », notice no PA00110617 | 49° 33′ 33″ nord, 1° 27′ 01″ ouest |       |
| Château de Boucéel                                                   | Vergoncey                               | Manche                  | Normandie                  | inscrit    | « PA00110638 », notice no PA00110638 | 48° 33′ 57″ nord, 1° 21′ 57″ ouest |       |
| Église Saint-Pierre-et-Saint-Paul de Baye                            | Baye                                    | Marne                   | Grand Est                  | classé     | « PA00078584 », notice no PA00078584 | 48° 51′ 15″ nord, 3° 45′ 51″ est   |       |
| Église Saint-Martin du Breuil                                        | Le Breuil                               | Marne                   | Grand Est                  | inscrit    | « PA00078599 », notice no PA00078599 | 48° 58′ 31″ nord, 3° 38′ 46″ est   |       |
| Église Saint-Georges de Matougues                                    | Matougues                               | Marne                   | Grand Est                  | classé     | « PA00078742 », notice no PA00078742 | 48° 59′ 41″ nord, 4° 14′ 35″ est   |       |
| Maison Les Aulnois                                                   | Pierry                                  | Marne                   | Grand Est                  | inscrit    | « PA00078763 », notice no PA00078763 | 49° 01′ 08″ nord, 3° 56′ 19″ est   |       |
| Château de Villers-le-Château                                        | Villers-le-Château                      | Marne                   | Grand Est                  | inscrit    | « PA00078904 », notice no PA00078904 | 48° 57′ 43″ nord, 4° 16′ 17″ est   |       |
| Château du Fresne                                                    | Champéon                                | Mayenne                 | Pays de la Loire           | inscrit    | « PA00109476 », notice no PA00109476 | 48° 21′ 26″ nord, 0° 32′ 44″ ouest |       |
| Porte Beucheresse                                                    | Laval                                   | Mayenne                 | Pays de la Loire           | inscrit    | « PA00109552 », notice no PA00109552 | 48° 04′ 03″ nord, 0° 46′ 25″ ouest |       |
| Oppidum de Moulay                                                    | Moulay                                  | Mayenne                 | Pays de la Loire           | inscrit    | « PA00109570 », notice no PA00109570 | 48° 16′ 19″ nord, 0° 37′ 37″ ouest |       |
| Église de la Trinité de Nuillé-sur-Vicoin                            | Nuillé-sur-Vicoin                       | Mayenne                 | Pays de la Loire           | inscrit    | « PA00109573 », notice no PA00109573 | 47° 59′ 11″ nord, 0° 46′ 58″ ouest |       |
| Abbaye de Bellebranche                                               | Saint-Brice                             | Mayenne                 | Pays de la Loire           | inscrit    | « PA00109583 », notice no PA00109583 | 47° 52′ 46″ nord, 0° 26′ 25″ ouest |       |
| Château de Chantepie                                                 | Thubœuf                                 | Mayenne                 | Pays de la Loire           | inscrit    | « PA00109622 », notice no PA00109622 | 48° 30′ 40″ nord, 0° 26′ 14″ ouest |       |
| Château de Clémery                                                   | Clémery                                 | Meurthe-et-Moselle      | Grand Est                  | inscrit    | « PA00106011 », notice no PA00106011 | 48° 53′ 43″ nord, 6° 11′ 10″ est   |       |
| Prieuré de Flavigny-sur-Moselle                                      | Flavigny-sur-Moselle                    | Meurthe-et-Moselle      | Grand Est                  | inscrit    | « PA00106030 », notice no PA00106030 | 48° 33′ 50″ nord, 6° 11′ 43″ est   |       |
| Prieuré Saint-Arnou de Lay-Saint-Christophe                          | Lay-Saint-Christophe                    | Meurthe-et-Moselle      | Grand Est                  | inscrit    | « PA00106057 », notice no PA00106057 | 48° 45′ 06″ nord, 6° 12′ 27″ est   |       |
| Sondages salins de la vallée de la Roanne                            | Lenoncourt                              | Meurthe-et-Moselle      | Grand Est                  | inscrit    | « PA00106059 », notice no PA00106059 | 48° 39′ 19″ nord, 6° 18′ 28″ est   |       |
| Nécropole tumulaire de Lesménils                                     | Lesménils                               | Meurthe-et-Moselle      | Grand Est                  | classé     | « PA00106060 », notice no PA00106060 | 48° 55′ 19″ nord, 6° 07′ 02″ est   |       |
| Abbaye de Lachalade                                                  | Lachalade                               | Meuse                   | Grand Est                  | inscrit    | « PA00106545 », notice no PA00106545 | 49° 10′ 03″ nord, 4° 57′ 36″ est   |       |
| Église Saint-Martin de Ribeaucourt                                   | Ribeaucourt                             | Meuse                   | Grand Est                  | inscrit    | « PA00106609 », notice no PA00106609 | 48° 32′ 44″ nord, 5° 21′ 05″ est   |       |
| Musée européen de la Bière                                           | Stenay                                  | Meuse                   | Grand Est                  | inscrit    | « PA00106639 », notice no PA00106639 | 49° 29′ 20″ nord, 5° 11′ 13″ est   |       |
| Maison des Arcades                                                   | Vigneulles-lès-Hattonchâtel             | Meuse                   | Grand Est                  | inscrit    | « PA00106675 », notice no PA00106675 | 48° 59′ 31″ nord, 5° 42′ 10″ est   |       |
| Château d'Hattonchâtel                                               | Vigneulles-lès-Hattonchâtel             | Meuse                   | Grand Est                  | inscrit    | « PA00106674 », notice no PA00106674 | 48° 59′ 34″ nord, 5° 42′ 21″ est   |       |
| Sépulture mégalithique de Sigré                                      | Carentoir                               | Morbihan                | Bretagne                   | inscrit    | « PA00091073 », notice no PA00091073 | 47° 46′ 46″ nord, 2° 11′ 57″ ouest |       |
| Château de Moustoirlan                                               | Malguénac                               | Morbihan                | Bretagne                   | inscrit    | « PA00091430 », notice no PA00091430 | 48° 04′ 22″ nord, 3° 03′ 09″ ouest |       |
| Château de Preisch                                                   | Basse-Rentgen                           | Moselle                 | Grand Est                  | inscrit    | « PA00106731 », notice no PA00106731 | 49° 29′ 54″ nord, 6° 12′ 57″ est   |       |
| Site archéologique de Bliesbruck                                     | Bliesbruck                              | Moselle                 | Grand Est                  | classé     | « PA00106738 », notice no PA00106738 | 49° 07′ 30″ nord, 7° 10′ 54″ est   |       |
| Abbaye Sainte-Croix de Bouzonville                                   | Bouzonville                             | Moselle                 | Grand Est                  | inscrit    | « PA00106742 », notice no PA00106742 | 49° 17′ 36″ nord, 6° 31′ 58″ est   |       |
| Château de Chérisey                                                  | Chérisey                                | Moselle                 | Grand Est                  | inscrit    | « PA00106748 », notice no PA00106748 | 49° 00′ 42″ nord, 6° 14′ 08″ est   |       |
| Abbaye de Saint-Arnould                                              | Metz                                    | Moselle                 | Grand Est                  | inscrit    | « PA00106809 », notice no PA00106809 | 49° 07′ 04″ nord, 6° 10′ 19″ est   |       |
| Immeubles                                                            | Metz                                    | Moselle                 | Grand Est                  | inscrit    | « PA00106858 », notice no PA00106858 | 49° 06′ 53″ nord, 6° 10′ 30″ est   |       |
| Château Espagne                                                      | Mey                                     | Moselle                 | Grand Est                  | inscrit    | « PA00106922 », notice no PA00106922 | 49° 08′ 12″ nord, 6° 14′ 14″ est   |       |
| Château de Pange                                                     | Pange                                   | Moselle                 | Grand Est                  | inscrit    | « PA00106932 », notice no PA00106932 | 49° 05′ 01″ nord, 6° 21′ 14″ est   |       |
| Chapelle Haute de Saint-Quirin                                       | Saint-Quirin                            | Moselle                 | Grand Est                  | inscrit    | « PA00106990 », notice no PA00106990 | 48° 36′ 34″ nord, 7° 03′ 44″ est   |       |
| Prieuré de Saint-Quirin                                              | Saint-Quirin                            | Moselle                 | Grand Est                  | inscrit    | « PA00106991 », notice no PA00106991 | 48° 36′ 33″ nord, 7° 03′ 53″ est   |       |
| Cense du Koenigsberg                                                 | Sierck-les-Bains                        | Moselle                 | Grand Est                  | inscrit    | « PA00107004 », notice no PA00107004 | 49° 25′ 13″ nord, 6° 21′ 34″ est   |       |
| Couvent des Carmes de Vic-sur-Seille                                 | Vic-sur-Seille                          | Moselle                 | Grand Est                  | inscrit    | « PA00107025 », notice no PA00107025 | 48° 46′ 56″ nord, 6° 31′ 48″ est   |       |
| Église Saint-Denis de Moux-en-Morvan                                 | Moux-en-Morvan                          | Nièvre                  | Bourgogne-Franche-Comté    | inscrit    | « PA00112928 », notice no PA00112928 | 47° 10′ 15″ nord, 4° 09′ 11″ est   |       |
| Château de la Motte-Josserand                                        | Perroy                                  | Nièvre                  | Bourgogne-Franche-Comté    | classé     | « PA00112985 », notice no PA00112985 | 47° 23′ 54″ nord, 3° 08′ 20″ est   |       |
| Cercle philosophique et culturel Thémis                              | Cambrai                                 | Nord                    | Hauts-de-France            | inscrit    | « PA00107396 », notice no PA00107396 | 50° 10′ 31″ nord, 3° 13′ 44″ est   |       |
| Moulin à vent dit Moulin des Huttes                                  | Gravelines                              | Nord                    | Hauts-de-France            | inscrit    | « PA00107539 », notice no PA00107539 | 50° 59′ 32″ nord, 2° 07′ 47″ est   |       |
| Ancien couvent des Croisiers                                         | Lannoy                                  | Nord                    | Hauts-de-France            | inscrit    | « PA00107560 », notice no PA00107560 | 50° 40′ 00″ nord, 3° 12′ 45″ est   |       |
| Hôtel Delbecque                                                      | Lille                                   | Nord                    | Hauts-de-France            | inscrit    | « PA00107598 », notice no PA00107598 | 50° 38′ 00″ nord, 3° 03′ 31″ est   |       |
| Maisons                                                              | Lille                                   | Nord                    | Hauts-de-France            | inscrit    | « PA00107717 », notice no PA00107717 | 50° 38′ 27″ nord, 3° 04′ 06″ est   |       |
| Maison                                                               | Lille                                   | Nord                    | Hauts-de-France            | inscrit    | « PA00107678 », notice no PA00107678 | 50° 38′ 29″ nord, 3° 04′ 04″ est   |       |
| Maison                                                               | Lille                                   | Nord                    | Hauts-de-France            | inscrit    | « PA00107679 », notice no PA00107679 | 50° 38′ 29″ nord, 3° 04′ 05″ est   |       |
| Maison                                                               | Lille                                   | Nord                    | Hauts-de-France            | inscrit    | « PA00107708 », notice no PA00107708 | 50° 38′ 46″ nord, 3° 03′ 33″ est   |       |
| Abbaye de Vaucelles                                                  | Les Rues-des-Vignes                     | Nord                    | Hauts-de-France            | inscrit    | « PA00107794 », notice no PA00107794 | 50° 04′ 36″ nord, 3° 13′ 22″ est   |       |
| Château                                                              | Trélon                                  | Nord                    | Hauts-de-France            | inscrit    | « PA00107845 », notice no PA00107845 | 50° 03′ 35″ nord, 4° 05′ 56″ est   |       |
| Ancien hospice Gabrielle                                             | Villeneuve-d'Ascq                       | Nord                    | Hauts-de-France            | inscrit    | « PA00107881 », notice no PA00107881 | 50° 37′ 36″ nord, 3° 09′ 10″ est   |       |
| Pharmacie                                                            | Wambrechies                             | Nord                    | Hauts-de-France            | inscrit    | « PA00107885 », notice no PA00107885 | 50° 41′ 13″ nord, 3° 03′ 09″ est   |       |
| Forge d'Auchy-la-Montagne                                            | Auchy-la-Montagne                       | Oise                    | Hauts-de-France            | inscrit    | « PA00114484 », notice no PA00114484 | 49° 34′ 30″ nord, 2° 06′ 53″ est   |       |
| Château de la Mothe                                                  | Béthisy-Saint-Martin                    | Oise                    | Hauts-de-France            | inscrit    | « PA00114525 », notice no PA00114525 | 49° 17′ 33″ nord, 2° 50′ 13″ est   |       |
| Château de Bresles                                                   | Bresles                                 | Oise                    | Hauts-de-France            | inscrit    | « PA00114548 », notice no PA00114548 | 49° 24′ 33″ nord, 2° 15′ 08″ est   |       |
| Villa Marcot                                                         | Compiègne                               | Oise                    | Hauts-de-France            | inscrit    | « PA00114641 », notice no PA00114641 | 49° 24′ 48″ nord, 2° 50′ 08″ est   |       |
| Château de Cuise-la-Motte                                            | Cuise-la-Motte                          | Oise                    | Hauts-de-France            | inscrit    | « PA00114672 », notice no PA00114672 | 49° 23′ 07″ nord, 3° 00′ 32″ est   |       |
| Moulin de Gerberoy                                                   | Gerberoy                                | Oise                    | Hauts-de-France            | inscrit    | « PA00114585 », notice no PA00114585 | 49° 32′ 22″ nord, 1° 51′ 48″ est   |       |
| Ferme de Vidame                                                      | Gerberoy                                | Oise                    | Hauts-de-France            | inscrit    | « PA00114584 », notice no PA00114584 | 49° 32′ 22″ nord, 1° 51′ 47″ est   |       |
| Château de Pontarmé                                                  | Pontarmé                                | Oise                    | Hauts-de-France            | inscrit    | « PA00114814 », notice no PA00114814 | 49° 09′ 20″ nord, 2° 32′ 56″ est   |       |
| Château de Puiseux-le-Hauberger                                      | Puiseux-le-Hauberger                    | Oise                    | Hauts-de-France            | inscrit    | « PA00114823 », notice no PA00114823 | 49° 13′ 03″ nord, 2° 14′ 08″ est   |       |
| Église Saint-Lucien de Warluis                                       | Warluis                                 | Oise                    | Hauts-de-France            | inscrit    | « PA00114974 », notice no PA00114974 | 49° 23′ 25″ nord, 2° 08′ 28″ est   |       |
| Abbaye Notre-Dame d'Argentan                                         | Argentan                                | Orne                    | Normandie                  | inscrit    | « PA00110718 », notice no PA00110718 | 48° 44′ 45″ nord, 0° 01′ 20″ ouest |       |
| Église Notre-Dame                                                    | Boissei-la-Lande                        | Orne                    | Normandie                  | inscrit    | « PA00110746 », notice no PA00110746 | 48° 40′ 56″ nord, 0° 03′ 47″ est   |       |
| Ferme de l'Église                                                    | Boissei-la-Lande                        | Orne                    | Normandie                  | inscrit    | « PA00110747 », notice no PA00110747 | 48° 40′ 58″ nord, 0° 03′ 45″ est   |       |
| Abbaye de Belle-Étoile                                               | Cerisy-Belle-Étoile                     | Orne                    | Normandie                  | inscrit    | « PA00110762 », notice no PA00110762 | 48° 46′ 38″ nord, 0° 37′ 20″ ouest |       |
| Château                                                              | Domfront                                | Orne                    | Normandie                  | classé     | « PA00110791 », notice no PA00110791 | 48° 35′ 39″ nord, 0° 39′ 08″ ouest |       |
| Couvent des Clarisses de Saint-François                              | Mortagne-au-Perche                      | Orne                    | Normandie                  | inscrit    | « PA00110859 », notice no PA00110859 | 48° 31′ 24″ nord, 0° 33′ 00″ est   |       |
| Château de Sassy                                                     | Saint-Christophe-le-Jajolet             | Orne                    | Normandie                  | classé     | « PA00110913 », notice no PA00110913 | 48° 39′ 20″ nord, 0° 00′ 03″ est   |       |
| Immeuble                                                             | 10e arrondissement de Paris             | Paris                   | Île-de-France              | inscrit    | « PA00086503 », notice no PA00086503 | 48° 52′ 45″ nord, 2° 20′ 59″ est   |       |
| Immeuble                                                             | 11e arrondissement de Paris             | Paris                   | Île-de-France              | inscrit    | « PA00086538 », notice no PA00086538 | 48° 52′ 00″ nord, 2° 22′ 04″ est   |       |
| Entrepôts de Bercy (actuels Bercy Village et musée des Arts forains) | 12e arrondissement de Paris             | Paris                   | Île-de-France              | inscrit    | « PA00086565 », notice no PA00086565 | 48° 50′ 00″ nord, 2° 23′ 20″ est   |       |
| Viaduc d'Austerlitz                                                  | 12e arrondissement de Paris             | Paris                   | Île-de-France              | inscrit    | « PA00086589 », notice no PA00086589 | 48° 50′ 37″ nord, 2° 22′ 04″ est   |       |
| Immeuble Studio Raspail                                              | 14e arrondissement de Paris             | Paris                   | Île-de-France              | inscrit    | « PA00086625 », notice no PA00086625 | 48° 50′ 26″ nord, 2° 19′ 47″ est   |       |
| Immeuble                                                             | 14e arrondissement de Paris             | Paris                   | Île-de-France              | inscrit    | « PA00086621 », notice no PA00086621 | 48° 50′ 20″ nord, 2° 19′ 53″ est   |       |
| Immeuble                                                             | 14e arrondissement de Paris             | Paris                   | Île-de-France              | inscrit    | « PA00086622 », notice no PA00086622 | 48° 49′ 15″ nord, 2° 20′ 29″ est   |       |
| Pavillon de la Suisse                                                | 14e arrondissement de Paris             | Paris                   | Île-de-France              | classé     | « PA00086613 », notice no PA00086613 | 48° 49′ 09″ nord, 2° 20′ 35″ est   |       |
| Immeuble                                                             | 15e arrondissement de Paris             | Paris                   | Île-de-France              | inscrit    | « PA00086653 », notice no PA00086653 | 48° 50′ 58″ nord, 2° 18′ 02″ est   |       |
| Immeuble Paquebot de Pierre Patout                                   | 15e arrondissement de Paris             | Paris                   | Île-de-France              | inscrit    | « PA00086654 », notice no PA00086654 | 48° 50′ 08″ nord, 2° 16′ 49″ est   |       |
| Pont de Bir-Hakeim                                                   | 15e arrondissement de Paris             | Paris                   | Île-de-France              | inscrit    | « PA00086658 », notice no PA00086658 | 48° 51′ 20″ nord, 2° 17′ 16″ est   |       |
| Atelier du ferronnier Brandt                                         | 16e arrondissement de Paris             | Paris                   | Île-de-France              | inscrit    | « PA00086662 », notice no PA00086662 | 48° 50′ 23″ nord, 2° 15′ 24″ est   |       |
| Caserne des pompiers                                                 | 16e arrondissement de Paris             | Paris                   | Île-de-France              | inscrit    | « PA00086666 », notice no PA00086666 | 48° 52′ 07″ nord, 2° 17′ 04″ est   |       |
| Immeuble Les Chardons                                                | 16e arrondissement de Paris             | Paris                   | Île-de-France              | inscrit    | « PA00086682 », notice no PA00086682 | 48° 51′ 32″ nord, 2° 16′ 56″ est   |       |
| Immeuble                                                             | 16e arrondissement de Paris             | Paris                   | Île-de-France              | inscrit    | « PA00086684 », notice no PA00086684 | 48° 51′ 36″ nord, 2° 17′ 07″ est   |       |
| Immeuble                                                             | 18e arrondissement de Paris             | Paris                   | Île-de-France              | inscrit    | « PA00086745 », notice no PA00086745 | 48° 53′ 31″ nord, 2° 20′ 32″ est   |       |
| Bourse de commerce                                                   | 1er arrondissement de Paris             | Paris                   | Île-de-France              | classé     | « PA00085784 », notice no PA00085784 | 48° 51′ 46″ nord, 2° 20′ 34″ est   |       |
| Passage des Deux-Pavillons                                           | 1er arrondissement de Paris             | Paris                   | Île-de-France              | inscrit    | « PA00085994 », notice no PA00085994 | 48° 51′ 58″ nord, 2° 20′ 20″ est   |       |
| Passage des Princes                                                  | 2e arrondissement de Paris              | Paris                   | Île-de-France              | inscrit    | « PA00086091 », notice no PA00086091 | 48° 52′ 16″ nord, 2° 20′ 22″ est   |       |
| Synagogue Nazareth                                                   | 3e arrondissement de Paris              | Paris                   | Île-de-France              | inscrit    | « PA00086234 », notice no PA00086234 | 48° 52′ 01″ nord, 2° 21′ 36″ est   |       |
| Hôtel de Bretonvilliers                                              | 4e arrondissement de Paris              | Paris                   | Île-de-France              | classé     | « PA00086322 », notice no PA00086322 | 48° 51′ 03″ nord, 2° 21′ 32″ est   |       |
| Immeuble                                                             | 4e arrondissement de Paris              | Paris                   | Île-de-France              | inscrit    | « PA00086398 », notice no PA00086398 | 48° 51′ 30″ nord, 2° 21′ 02″ est   |       |
| Immeuble                                                             | 6e arrondissement de Paris              | Paris                   | Île-de-France              | inscrit    | « PA00088587 », notice no PA00088587 | 48° 50′ 51″ nord, 2° 19′ 57″ est   |       |
| Hôtel de Montmorency-Fosseux                                         | 6e arrondissement de Paris              | Paris                   | Île-de-France              | classé     | « PA00088538 », notice no PA00088538 | 48° 51′ 04″ nord, 2° 20′ 13″ est   |       |
| Immeuble                                                             | 8e arrondissement de Paris              | Paris                   | Île-de-France              | inscrit    | « PA00088852 », notice no PA00088852 | 48° 52′ 27″ nord, 2° 19′ 34″ est   |       |
| Hôtel Bony                                                           | 9e arrondissement de Paris              | Paris                   | Île-de-France              | inscrit    | « PA00088912 », notice no PA00088912 | 48° 52′ 30″ nord, 2° 20′ 46″ est   |       |
| Maison                                                               | Béthune                                 | Pas-de-Calais           | Hauts-de-France            | inscrit    | « PA00108205 », notice no PA00108205 | 50° 31′ 55″ nord, 2° 38′ 09″ est   |       |
| Blockhaus d'Éperlecques                                              | Éperlecques                             | Pas-de-Calais           | Hauts-de-France            | inscrit    | « PA00108267 », notice no PA00108267 | 50° 49′ 43″ nord, 2° 11′ 01″ est   |       |
| Chartreuse des Dames de Gosnay                                       | Gosnay                                  | Pas-de-Calais           | Hauts-de-France            | inscrit    | « PA00108292 », notice no PA00108292 | 50° 30′ 32″ nord, 2° 34′ 42″ est   |       |
| Chartreuse des Hommes                                                | Gosnay                                  | Pas-de-Calais           | Hauts-de-France            | inscrit    | « PA00108293 », notice no PA00108293 | 50° 30′ 29″ nord, 2° 35′ 35″ est   |       |
| Église Saint-Maclou d'Houvin                                         | Houvin-Houvigneul                       | Pas-de-Calais           | Hauts-de-France            | inscrit    | « PA00108320 », notice no PA00108320 | 50° 17′ 51″ nord, 2° 23′ 16″ est   |       |
| Château de Laprée                                                    | Quiestède                               | Pas-de-Calais           | Hauts-de-France            | inscrit    | « PA00108379 », notice no PA00108379 | 50° 41′ 09″ nord, 2° 19′ 29″ est   |       |
| Château de Recq                                                      | Recques-sur-Course                      | Pas-de-Calais           | Hauts-de-France            | inscrit    | « PA00108381 », notice no PA00108381 | 50° 31′ 05″ nord, 1° 46′ 37″ est   |       |
| Maison                                                               | Saint-Omer                              | Pas-de-Calais           | Hauts-de-France            | inscrit    | « PA00108416 », notice no PA00108416 | 50° 45′ 11″ nord, 2° 15′ 29″ est   |       |
| Chapelle Saint-Roch de Vaulx                                         | Vaulx                                   | Pas-de-Calais           | Hauts-de-France            | inscrit    | « PA00108436 », notice no PA00108436 | 50° 16′ 15″ nord, 2° 06′ 05″ est   |       |
| Plateau des Côtes de Clermont                                        | Blanzat                                 | Puy-de-Dôme             | Auvergne-Rhône-Alpes       | inscrit    | « PA00092496 », notice no PA00092496 | 45° 48′ 31″ nord, 3° 04′ 29″ est   |       |
| Château de Chaméane                                                  | Chaméane                                | Puy-de-Dôme             | Auvergne-Rhône-Alpes       | inscrit    | « PA00091941 », notice no PA00091941 | 45° 30′ 46″ nord, 3° 27′ 04″ est   |       |
| Église Saint-Étienne de Chanonat                                     | Chanonat                                | Puy-de-Dôme             | Auvergne-Rhône-Alpes       | inscrit    | « PA00091950 », notice no PA00091950 | 45° 41′ 31″ nord, 3° 05′ 47″ est   |       |
| Couvent des Ursulines de Montferrand                                 | Clermont-Ferrand                        | Puy-de-Dôme             | Auvergne-Rhône-Alpes       | inscrit    | « PA00092043 », notice no PA00092043 | 45° 47′ 40″ nord, 3° 06′ 49″ est   |       |
| Hôtel Martial de Grandseigne                                         | Clermont-Ferrand                        | Puy-de-Dôme             | Auvergne-Rhône-Alpes       | classé     | « PA00092002 », notice no PA00092002 | 45° 46′ 44″ nord, 3° 05′ 17″ est   |       |
| Immeuble                                                             | Clermont-Ferrand                        | Puy-de-Dôme             | Auvergne-Rhône-Alpes       | inscrit    | « PA00092008 », notice no PA00092008 | 45° 46′ 18″ nord, 3° 04′ 56″ est   |       |
| Immeuble                                                             | Clermont-Ferrand                        | Puy-de-Dôme             | Auvergne-Rhône-Alpes       | inscrit    | « PA00092011 », notice no PA00092011 | 45° 46′ 44″ nord, 3° 05′ 02″ est   |       |
| Pharmacie                                                            | Clermont-Ferrand                        | Puy-de-Dôme             | Auvergne-Rhône-Alpes       | inscrit    | « PA00092038 », notice no PA00092038 | 45° 46′ 39″ nord, 3° 05′ 09″ est   |       |
| Immeuble                                                             | Clermont-Ferrand                        | Puy-de-Dôme             | Auvergne-Rhône-Alpes       | inscrit    | « PA00092014 », notice no PA00092014 | 45° 46′ 43″ nord, 3° 04′ 57″ est   |       |
| Pâtisserie À Trianon                                                 | Clermont-Ferrand                        | Puy-de-Dôme             | Auvergne-Rhône-Alpes       | inscrit    | « PA00091978 », notice no PA00091978 | 45° 46′ 42″ nord, 3° 04′ 56″ est   |       |
| Église Saint-Eutrope                                                 | Clermont-Ferrand                        | Puy-de-Dôme             | Auvergne-Rhône-Alpes       | inscrit    | « PA00091989 », notice no PA00091989 | 45° 46′ 55″ nord, 3° 04′ 56″ est   |       |
| Immeuble                                                             | Clermont-Ferrand                        | Puy-de-Dôme             | Auvergne-Rhône-Alpes       | inscrit    | « PA00092019 », notice no PA00092019 | 45° 46′ 36″ nord, 3° 05′ 11″ est   |       |
| Immeuble                                                             | Clermont-Ferrand                        | Puy-de-Dôme             | Auvergne-Rhône-Alpes       | inscrit    | « PA00092012 », notice no PA00092012 | 45° 46′ 44″ nord, 3° 05′ 01″ est   |       |
| Plateau des Côtes de Clermont                                        | Clermont-Ferrand                        | Puy-de-Dôme             | Auvergne-Rhône-Alpes       | inscrit    | « PA00092499 », notice no PA00092499 | 45° 48′ 30″ nord, 3° 04′ 22″ est   |       |
| Plateau des Côtes de Clermont                                        | Durtol                                  | Puy-de-Dôme             | Auvergne-Rhône-Alpes       | inscrit    | « PA00092497 », notice no PA00092497 | 45° 48′ 31″ nord, 3° 04′ 29″ est   |       |
| Plateau des Côtes de Clermont                                        | Nohanent                                | Puy-de-Dôme             | Auvergne-Rhône-Alpes       | inscrit    | « PA00092498 », notice no PA00092498 | 45° 48′ 31″ nord, 3° 04′ 29″ est   |       |
| Château fort de la Faye                                              | Olmet                                   | Puy-de-Dôme             | Auvergne-Rhône-Alpes       | inscrit    | « PA00092227 », notice no PA00092227 | 45° 44′ 21″ nord, 3° 39′ 06″ est   |       |
| Fontaine des Lions                                                   | Plauzat                                 | Puy-de-Dôme             | Auvergne-Rhône-Alpes       | inscrit    | « PA00092243 », notice no PA00092243 | 45° 37′ 20″ nord, 3° 08′ 56″ est   |       |
| Église Saint-Roch de Roche-Charles                                   | Roche-Charles-la-Mayrand                | Puy-de-Dôme             | Auvergne-Rhône-Alpes       | inscrit    | « PA00092328 », notice no PA00092328 | 45° 27′ 15″ nord, 3° 01′ 00″ est   |       |
| Église Saint-Alyre de Saint-Alyre-ès-Montagne                        | Saint-Alyre-ès-Montagne                 | Puy-de-Dôme             | Auvergne-Rhône-Alpes       | classé     | « PA00092335 », notice no PA00092335 | 45° 23′ 24″ nord, 2° 59′ 15″ est   |       |
| Église Saint-Gervais-et-Saint-Protais de Saint-Gervais-sous-Meymont  | Saint-Gervais-sous-Meymont              | Puy-de-Dôme             | Auvergne-Rhône-Alpes       | inscrit    | « PA00092359 », notice no PA00092359 | 45° 41′ 24″ nord, 3° 36′ 27″ est   |       |
| Deux croix de chemin de Saint-Pierre-Colamine                        | Saint-Pierre-Colamine                   | Puy-de-Dôme             | Auvergne-Rhône-Alpes       | classé     | « PA00092378 », notice no PA00092378 | 45° 31′ 51″ nord, 2° 58′ 42″ est   |       |
| Église Saint-Jean du Passet                                          | Thiers                                  | Puy-de-Dôme             | Auvergne-Rhône-Alpes       | inscrit    | « PA00092432 », notice no PA00092432 | 45° 51′ 04″ nord, 3° 32′ 58″ est   |       |
| Chapelle Saint-Saturnin de Jouers                                    | Accous                                  | Pyrénées-Atlantiques    | Nouvelle-Aquitaine         | inscrit    | « PA00084301 », notice no PA00084301 | 42° 59′ 08″ nord, 0° 35′ 47″ ouest |       |
| Croix de cimetière d'Aincille                                        | Aincille                                | Pyrénées-Atlantiques    | Nouvelle-Aquitaine         | inscrit    | « PA00084307 », notice no PA00084307 | 43° 08′ 42″ nord, 1° 11′ 41″ ouest |       |
| Croix de carrefour d'Aincille                                        | Aincille                                | Pyrénées-Atlantiques    | Nouvelle-Aquitaine         | inscrit    | « PA00084306 », notice no PA00084306 | 43° 08′ 36″ nord, 1° 11′ 46″ ouest |       |
| Gué sur la Bidouze                                                   | Béhasque-Lapiste                        | Pyrénées-Atlantiques    | Nouvelle-Aquitaine         | inscrit    | « PA00084349 », notice no PA00084349 | 43° 18′ 20″ nord, 1° 00′ 37″ ouest |       |
| Croix de carrefour d'Irissarry                                       | Irissarry                               | Pyrénées-Atlantiques    | Nouvelle-Aquitaine         | inscrit    | « PA00084404 », notice no PA00084404 | 43° 15′ 25″ nord, 1° 13′ 59″ ouest |       |
| Château d'Izeste                                                     | Izeste                                  | Pyrénées-Atlantiques    | Nouvelle-Aquitaine         | inscrit    | « PA00084412 », notice no PA00084412 | 43° 05′ 27″ nord, 0° 25′ 33″ ouest |       |
| Chapelle du bienheureux Saint-Michel-Garicoïtz                       | Lestelle-Bétharram                      | Pyrénées-Atlantiques    | Nouvelle-Aquitaine         | inscrit    | « PA00084437 », notice no PA00084437 | 43° 07′ 25″ nord, 0° 12′ 27″ ouest |       |
| Abbaye de Lucq-de-Béarn                                              | Lucq-de-Béarn                           | Pyrénées-Atlantiques    | Nouvelle-Aquitaine         | inscrit    | « PA00084439 », notice no PA00084439 | 43° 17′ 12″ nord, 0° 39′ 32″ ouest |       |
| Croix de la Madeleine                                                | Saint-Jean-le-Vieux                     | Pyrénées-Atlantiques    | Nouvelle-Aquitaine         | inscrit    | « PA00084503 », notice no PA00084503 | 43° 09′ 59″ nord, 1° 13′ 02″ ouest |       |
| Église Saint-Pierre de Saint-Jean-le-Vieux                           | Saint-Jean-le-Vieux                     | Pyrénées-Atlantiques    | Nouvelle-Aquitaine         | inscrit    | « PA00084505 », notice no PA00084505 | 43° 09′ 54″ nord, 1° 11′ 38″ ouest |       |
| Remparts de la ville haute                                           | Saint-Jean-Pied-de-Port                 | Pyrénées-Atlantiques    | Nouvelle-Aquitaine         | classé     | « PA00084510 », notice no PA00084510 | 43° 09′ 46″ nord, 1° 14′ 16″ ouest |       |
| Camp retranché de Mouiz                                              | Sare                                    | Pyrénées-Atlantiques    | Nouvelle-Aquitaine         | inscrit    | « PA00084519 », notice no PA00084519 | 43° 19′ 08″ nord, 1° 36′ 57″ ouest |       |
| Taxo-d'Avall                                                         | Argelès-sur-Mer                         | Pyrénées-Orientales     | Occitanie                  | inscrit    | « PA00103959 », notice no PA00103959 | 42° 34′ 06″ nord, 3° 00′ 16″ est   |       |
| Église de la Rodona                                                  | Ille-sur-Têt                            | Pyrénées-Orientales     | Occitanie                  | classé     | « PA00104038 », notice no PA00104038 | 42° 40′ 23″ nord, 2° 37′ 17″ est   |       |
| Château de Tautavel                                                  | Tautavel                                | Pyrénées-Orientales     | Occitanie                  | inscrit    | « PA00104140 », notice no PA00104140 | 42° 48′ 40″ nord, 2° 44′ 48″ est   |       |
| Tour del Far                                                         | Tautavel                                | Pyrénées-Orientales     | Occitanie                  | inscrit    | « PA00104142 », notice no PA00104142 | 42° 48′ 19″ nord, 2° 45′ 43″ est   |       |
| Habitat gallo-romain de la Grange du Bief                            | Anse                                    | Rhône                   | Auvergne-Rhône-Alpes       | classé     | « PA00117712 », notice no PA00117712 | 45° 55′ 39″ nord, 4° 42′ 49″ est   |       |
| Groupe épiscopal                                                     | 5e arrondissement de Lyon               | Rhône                   | Auvergne-Rhône-Alpes       | classé     | « PA00117812 », notice no PA00117812 | 45° 45′ 41″ nord, 4° 49′ 40″ est   |       |
| Maison                                                               | 5e arrondissement de Lyon               | Rhône                   | Auvergne-Rhône-Alpes       | inscrit    | « PA00117926 », notice no PA00117926 | 45° 45′ 32″ nord, 4° 49′ 31″ est   |       |
| Église Saint-Denis-de-la-Croix-Rousse                                | 4e arrondissement de Lyon               | Rhône                   | Auvergne-Rhône-Alpes       | inscrit    | « PA00117796 », notice no PA00117796 | 45° 46′ 47″ nord, 4° 49′ 55″ est   |       |
| Maison de la Providence                                              | 5e arrondissement de Lyon               | Rhône                   | Auvergne-Rhône-Alpes       | inscrit    | « PA00117925 », notice no PA00117925 | 45° 45′ 46″ nord, 4° 49′ 32″ est   |       |
| Villa des Frères Lumière                                             | 8e arrondissement de Lyon               | Rhône                   | Auvergne-Rhône-Alpes       | inscrit    | « PA00117993 », notice no PA00117993 | 45° 44′ 41″ nord, 4° 52′ 16″ est   |       |
| Villa Chapuis                                                        | Saint-Genis-Laval                       | Rhône                   | Auvergne-Rhône-Alpes       | inscrit    | « PA00118037 », notice no PA00118037 | 45° 41′ 54″ nord, 4° 47′ 43″ est   |       |
| Aqueduc du Gier                                                      | Sainte-Foy-lès-Lyon                     | Rhône                   | Auvergne-Rhône-Alpes       | classé     | « PA00118031 », notice no PA00118031 | 45° 44′ 38″ nord, 4° 48′ 24″ est   |       |
| Aqueduc de la Brévenne                                               | Tassin-la-Demi-Lune                     | Rhône                   | Auvergne-Rhône-Alpes       | classé     | « PA00118074 », notice no PA00118074 | 45° 45′ 39″ nord, 4° 47′ 09″ est   |       |
| Lac enchanté                                                         | Vernaison                               | Rhône                   | Auvergne-Rhône-Alpes       | inscrit    | « PA00118086 », notice no PA00118086 | 45° 39′ 04″ nord, 4° 48′ 06″ est   |       |
| Fée des Eaux                                                         | Vernaison                               | Rhône                   | Auvergne-Rhône-Alpes       | inscrit    | « PA00118087 », notice no PA00118087 | 45° 39′ 03″ nord, 4° 48′ 04″ est   |       |
| Église de l'Assomption de Beaumont-sur-Grosne                        | Beaumont-sur-Grosne                     | Saône-et-Loire          | Bourgogne-Franche-Comté    | inscrit    | « PA00113111 », notice no PA00113111 | 46° 39′ 57″ nord, 4° 51′ 38″ est   |       |
| Chalets de Mont-d'Arnaud                                             | Broye                                   | Saône-et-Loire          | Bourgogne-Franche-Comté    | inscrit    | « PA00113135 », notice no PA00113135 | 46° 52′ 56″ nord, 4° 17′ 48″ est   |       |
| Château de Condemène                                                 | Fragnes-La Loyère                       | Saône-et-Loire          | Bourgogne-Franche-Comté    | inscrit    | « PA00113315 », notice no PA00113315 | 46° 49′ 42″ nord, 4° 50′ 24″ est   |       |
| Croix de La Loyère                                                   | Fragnes-La Loyère                       | Saône-et-Loire          | Bourgogne-Franche-Comté    | inscrit    | « PA00113314 », notice no PA00113314 | 46° 49′ 42″ nord, 4° 50′ 25″ est   |       |
| Château de Digoine                                                   | Palinges                                | Saône-et-Loire          | Bourgogne-Franche-Comté    | inscrit    | « PA00113380 », notice no PA00113380 | 46° 31′ 55″ nord, 4° 12′ 42″ est   |       |
| Château de Trélague                                                  | La Tagnière                             | Saône-et-Loire          | Bourgogne-Franche-Comté    | inscrit    | « PA00113485 », notice no PA00113485 | 46° 47′ 02″ nord, 4° 13′ 04″ est   |       |
| Château de Malicorne-sur-Sarthe                                      | Arthezé                                 | Sarthe                  | Pays de la Loire           | inscrit    | « PA00109661 », notice no PA00109661 | 47° 48′ 00″ nord, 0° 05′ 45″ ouest |       |
| Tuilerie des Saules                                                  | Avezé                                   | Sarthe                  | Pays de la Loire           | inscrit    | « PA72000012 », notice no PA72000012 | 48° 14′ 34″ nord, 0° 38′ 29″ est   |       |
| Abbaye Notre-Dame de la Pelice                                       | Cherreau                                | Sarthe                  | Pays de la Loire           | inscrit    | « PA00109719 », notice no PA00109719 | 48° 12′ 07″ nord, 0° 40′ 03″ est   |       |
| Église Saint-Antoine-de-Rochefort de La Ferté-Bernard                | La Ferté-Bernard                        | Sarthe                  | Pays de la Loire           | inscrit    | « PA00109752 », notice no PA00109752 | 48° 11′ 15″ nord, 0° 38′ 29″ est   |       |
| Château de Malicorne-sur-Sarthe                                      | Malicorne-sur-Sarthe                    | Sarthe                  | Pays de la Loire           | inscrit    | « PA00109792 », notice no PA00109792 | 47° 48′ 48″ nord, 0° 05′ 26″ ouest |       |
| Hôtel Jousset des Berries                                            | Le Mans                                 | Sarthe                  | Pays de la Loire           | inscrit    | « PA00109819 », notice no PA00109819 | 48° 00′ 43″ nord, 0° 12′ 02″ est   |       |
| Château de Montreuil-le-Henri                                        | Montreuil-le-Henri                      | Sarthe                  | Pays de la Loire           | inscrit    | « PA00109886 », notice no PA00109886 | 47° 52′ 00″ nord, 0° 33′ 58″ est   |       |
| Manoir de la Chevallerie                                             | Sainte-Cérotte                          | Sarthe                  | Pays de la Loire           | classé     | « PA00109934 », notice no PA00109934 | 47° 54′ 07″ nord, 0° 39′ 28″ est   |       |
| Château de la Roche du Roi                                           | Aix-les-Bains                           | Savoie                  | Auvergne-Rhône-Alpes       | classé     | « PA00118165 », notice no PA00118165 | 45° 40′ 51″ nord, 5° 54′ 44″ est   |       |
| Hôtel Bernascon                                                      | Aix-les-Bains                           | Savoie                  | Auvergne-Rhône-Alpes       | inscrit    | « PA00118167 », notice no PA00118167 | 45° 41′ 04″ nord, 5° 54′ 59″ est   |       |
| Chalet Charcot                                                       | Aix-les-Bains                           | Savoie                  | Auvergne-Rhône-Alpes       | inscrit    | « PA00118164 », notice no PA00118164 | 45° 41′ 15″ nord, 5° 55′ 06″ est   |       |
| Grand Hôtel                                                          | Aix-les-Bains                           | Savoie                  | Auvergne-Rhône-Alpes       | inscrit    | « PA00118166 », notice no PA00118166 | 45° 41′ 17″ nord, 5° 54′ 49″ est   |       |
| Théâtre Charles-Dullin                                               | Chambéry                                | Savoie                  | Auvergne-Rhône-Alpes       | classé     | « PA00118243 », notice no PA00118243 | 45° 33′ 55″ nord, 5° 55′ 27″ est   |       |
| Tunnel hydraulique du Gelon et pont Royal de Chamousset              | Chamousset                              | Savoie                  | Auvergne-Rhône-Alpes       | inscrit    | « PA00118246 », notice no PA00118246 | 45° 33′ 41″ nord, 6° 11′ 57″ est   |       |
| Château de Martinel                                                  | Cognin                                  | Savoie                  | Auvergne-Rhône-Alpes       | inscrit    | « PA00118252 », notice no PA00118252 | 45° 33′ 57″ nord, 5° 53′ 19″ est   |       |
| Église Saint-Barthélémy de Montsapey                                 | Montsapey                               | Savoie                  | Auvergne-Rhône-Alpes       | inscrit    | « PA00118280 », notice no PA00118280 | 45° 31′ 26″ nord, 6° 20′ 19″ est   |       |
| Église Notre-Dame-de-l'Assomption de Termignon                       | Termignon (Val-Cenis)                   | Savoie                  | Auvergne-Rhône-Alpes       | inscrit    | « PA00118311 », notice no PA00118311 | 45° 16′ 40″ nord, 6° 48′ 51″ est   |       |
| Château d'Aunoy                                                      | Champeaux                               | Seine-et-Marne          | Île-de-France              | inscrit    | « PA00086859 », notice no PA00086859 | 48° 34′ 31″ nord, 2° 48′ 04″ est   |       |
| Château du Ménillet                                                  | Les Chapelles-Bourbon                   | Seine-et-Marne          | Île-de-France              | inscrit    | « PA00086866 », notice no PA00086866 | 48° 45′ 14″ nord, 2° 49′ 53″ est   |       |
| Hôtel-Dieu de Château-Landon                                         | Château-Landon                          | Seine-et-Marne          | Île-de-France              | inscrit    | « PA00086872 », notice no PA00086872 | 48° 08′ 55″ nord, 2° 42′ 07″ est   |       |
| Ancien hôtel de ville de Noisiel                                     | Noisiel                                 | Seine-et-Marne          | Île-de-France              | inscrit    | « PA00087172 », notice no PA00087172 | 48° 51′ 22″ nord, 2° 37′ 38″ est   |       |
| Ferme du Buisson                                                     | Noisiel                                 | Seine-et-Marne          | Île-de-France              | inscrit    | « PA00087170 », notice no PA00087170 | 48° 50′ 38″ nord, 2° 37′ 28″ est   |       |
| Petit Château de Noisiel                                             | Noisiel                                 | Seine-et-Marne          | Île-de-France              | inscrit    | « PA00087169 », notice no PA00087169 | 48° 51′ 23″ nord, 2° 37′ 22″ est   |       |
| Usine Menier                                                         | Noisiel                                 | Seine-et-Marne          | Île-de-France              | inscrit    | « PA00087175 », notice no PA00087175 | 48° 51′ 26″ nord, 2° 37′ 26″ est   |       |
| Château de Noisiel                                                   | Noisiel                                 | Seine-et-Marne          | Île-de-France              | inscrit    | « PA00087168 », notice no PA00087168 | 48° 51′ 08″ nord, 2° 37′ 06″ est   |       |
| Hôtel de ville de Noisiel                                            | Noisiel                                 | Seine-et-Marne          | Île-de-France              | inscrit    | « PA00087171 », notice no PA00087171 | 48° 51′ 17″ nord, 2° 37′ 43″ est   |       |
| Monument à Émile Menier                                              | Noisiel                                 | Seine-et-Marne          | Île-de-France              | inscrit    | « PA00087173 », notice no PA00087173 | 48° 51′ 17″ nord, 2° 37′ 41″ est   |       |
| Réfectoires de Noisiel                                               | Noisiel                                 | Seine-et-Marne          | Île-de-France              | inscrit    | « PA00087174 », notice no PA00087174 | 48° 51′ 18″ nord, 2° 37′ 41″ est   |       |
| Église Saint-Victor du Plessis-Placy                                 | Le Plessis-Placy                        | Seine-et-Marne          | Île-de-France              | inscrit    | « PA00087194 », notice no PA00087194 | 49° 03′ 14″ nord, 2° 59′ 20″ est   |       |
| Hôtel des Trois-Singes                                               | Provins                                 | Seine-et-Marne          | Île-de-France              | inscrit    | « PA00087214 », notice no PA00087214 | 48° 33′ 45″ nord, 3° 17′ 23″ est   |       |
| Église Saint-Martin de Sablonnières                                  | Sablonnières                            | Seine-et-Marne          | Île-de-France              | inscrit    | « PA00087264 », notice no PA00087264 | 48° 52′ 32″ nord, 3° 17′ 44″ est   |       |
| Usine Leroy                                                          | Saint-Fargeau-Ponthierry                | Seine-et-Marne          | Île-de-France              | inscrit    | « PA00087269 », notice no PA00087269 | 48° 32′ 12″ nord, 2° 32′ 46″ est   |       |
| Château de Launoy-Renault                                            | Verdelot                                | Seine-et-Marne          | Île-de-France              | inscrit    | « PA00087312 », notice no PA00087312 | 48° 50′ 52″ nord, 3° 22′ 46″ est   |       |
| Château d'Argeville                                                  | Vernou-la-Celle-sur-Seine               | Seine-et-Marne          | Île-de-France              | inscrit    | « PA00087314 », notice no PA00087314 | 48° 23′ 23″ nord, 2° 51′ 13″ est   |       |
| Temple protestant de Bolbec                                          | Bolbec                                  | Seine-Maritime          | Normandie                  | inscrit    | « PA00100571 », notice no PA00100571 | 49° 34′ 21″ nord, 0° 28′ 19″ est   |       |
| Monument à Jeanne d'Arc                                              | Bonsecours                              | Seine-Maritime          | Normandie                  | classé     | « PA00100573 », notice no PA00100573 | 49° 25′ 18″ nord, 1° 07′ 16″ est   |       |
| Église Saint-Martin                                                  | Blosseville                             | Seine-Maritime          | Normandie                  | inscrit    | « PA00100562 », notice no PA00100562 | 49° 51′ 16″ nord, 0° 47′ 33″ est   |       |
| Château de Wargemont                                                 | Derchigny                               | Seine-Maritime          | Normandie                  | inscrit    | « PA00100619 », notice no PA00100619 | 49° 56′ 02″ nord, 1° 11′ 51″ est   |       |
| Maison                                                               | Goderville                              | Seine-Maritime          | Normandie                  | inscrit    | « PA00100671 », notice no PA00100671 | 49° 38′ 43″ nord, 0° 22′ 16″ est   |       |
| Église Notre-Dame de Lammerville                                     | Lammerville                             | Seine-Maritime          | Normandie                  | inscrit    | « PA00100728 », notice no PA00100728 | 49° 47′ 45″ nord, 0° 59′ 00″ est   |       |
| Maison                                                               | Mont-Saint-Aignan                       | Seine-Maritime          | Normandie                  | inscrit    | « PA00100765 », notice no PA00100765 | 49° 27′ 26″ nord, 1° 04′ 52″ est   |       |
| Abbaye de Montivilliers                                              | Montivilliers                           | Seine-Maritime          | Normandie                  | inscrit    | « PA00100758 », notice no PA00100758 | 49° 32′ 42″ nord, 0° 11′ 34″ est   |       |
| Manoir de Vitanval                                                   | Sainte-Adresse                          | Seine-Maritime          | Normandie                  | inscrit    | « PA00101020 », notice no PA00101020 | 49° 30′ 41″ nord, 0° 05′ 01″ est   |       |
| Couvent des Ursulines                                                | Saint-Denis                             | Seine-Saint-Denis       | Île-de-France              | classé     | « PA00079954 », notice no PA00079954 | 48° 56′ 04″ nord, 2° 21′ 13″ est   |       |
| Château de Villemomble                                               | Villemomble                             | Seine-Saint-Denis       | Île-de-France              | inscrit    | « PA00079968 », notice no PA00079968 | 48° 53′ 04″ nord, 2° 30′ 40″ est   |       |
| Manufacture des Rames                                                | Abbeville                               | Somme                   | Hauts-de-France            | classé     | « PA00116036 », notice no PA00116036 | 50° 06′ 37″ nord, 1° 49′ 20″ est   |       |
| Moulin Passe-Avant                                                   | Amiens                                  | Somme                   | Hauts-de-France            | classé     | « PA00116076 », notice no PA00116076 | 49° 54′ 03″ nord, 2° 18′ 01″ est   |       |
| Cimetière de La Madeleine                                            | Amiens                                  | Somme                   | Hauts-de-France            | inscrit    | « PA00116047 », notice no PA00116047 | 49° 54′ 50″ nord, 2° 16′ 53″ est   |       |
| Château de Belloy-Saint-Léonard                                      | Belloy-Saint-Léonard                    | Somme                   | Hauts-de-France            | inscrit    | « PA00116093 », notice no PA00116093 | 49° 54′ 22″ nord, 1° 54′ 17″ est   |       |
| Hôtel-Dieu de Doullens                                               | Doullens                                | Somme                   | Hauts-de-France            | inscrit    | « PA00116139 », notice no PA00116139 | 50° 09′ 19″ nord, 2° 20′ 44″ est   |       |
| Château d'Étréjust                                                   | Étréjust                                | Somme                   | Hauts-de-France            | inscrit    | « PA00116150 », notice no PA00116150 | 49° 54′ 41″ nord, 1° 53′ 11″ est   |       |
| Ancien château de Gamaches                                           | Gamaches                                | Somme                   | Hauts-de-France            | inscrit    | « PA00116168 », notice no PA00116168 | 49° 59′ 03″ nord, 1° 33′ 27″ est   |       |
| Château de Mérélessart                                               | Mérélessart                             | Somme                   | Hauts-de-France            | inscrit    | « PA00116200 », notice no PA00116200 | 49° 58′ 22″ nord, 1° 51′ 10″ est   |       |
| Château de Remaisnil                                                 | Remaisnil                               | Somme                   | Hauts-de-France            | inscrit    | « PA00116227 », notice no PA00116227 | 50° 11′ 58″ nord, 2° 14′ 31″ est   |       |
| Hôtel de Rochegude                                                   | Albi                                    | Tarn                    | Occitanie                  | inscrit    | « PA00095460 », notice no PA00095460 | 43° 55′ 19″ nord, 2° 08′ 46″ est   |       |
| Château de Paulin                                                    | Paulinet                                | Tarn                    | Occitanie                  | inscrit    | « PA00095614 », notice no PA00095614 | 43° 51′ 09″ nord, 2° 24′ 23″ est   |       |
| Maison des comtes de Fayrols                                         | Bruniquel                               | Tarn-et-Garonne         | Occitanie                  | inscrit    | « PA00095717 », notice no PA00095717 | 44° 03′ 22″ nord, 1° 39′ 55″ est   |       |
| Église Saint-Orens de Maubec                                         | Maubec                                  | Tarn-et-Garonne         | Occitanie                  | classé     | « PA00095782 », notice no PA00095782 | 43° 48′ 34″ nord, 0° 54′ 58″ est   |       |
| Ferme du Paquis                                                      | Réchésy                                 | Territoire de Belfort   | Bourgogne-Franche-Comté    | inscrit    | « PA00101156 », notice no PA00101156 | 47° 30′ 32″ nord, 7° 07′ 05″ est   |       |
| Église Saint-Denis d'Arnouville                                      | Arnouville                              | Val-d'Oise              | Île-de-France              | inscrit    | « PA00079980 », notice no PA00079980 | 48° 58′ 44″ nord, 2° 25′ 19″ est   |       |
| Hôtel-Dieu de Champagne-sur-Oise                                     | Champagne-sur-Oise                      | Val-d'Oise              | Île-de-France              | inscrit    | « PA00080018 », notice no PA00080018 | 49° 08′ 23″ nord, 2° 14′ 35″ est   |       |
| Carmel de Pontoise                                                   | Pontoise                                | Val-d'Oise              | Île-de-France              | inscrit    | « PA00080165 », notice no PA00080165 | 49° 02′ 57″ nord, 2° 05′ 51″ est   |       |
| Porte d'Italie                                                       | Toulon                                  | Var                     | Provence-Alpes-Côte d'Azur | inscrit    | « PA00081757 », notice no PA00081757 | 43° 07′ 17″ nord, 5° 56′ 14″ est   |       |
| Château de La Verdière                                               | La Verdière                             | Var                     | Provence-Alpes-Côte d'Azur | classé     | « PA00081774 », notice no PA00081774 | 43° 38′ 18″ nord, 5° 56′ 07″ est   |       |
| Hôtel de Galéans des Issarts                                         | Avignon                                 | Vaucluse                | Provence-Alpes-Côte d'Azur | classé     | « PA00081856 », notice no PA00081856 | 43° 57′ 05″ nord, 4° 48′ 35″ est   |       |
| Vice-Gérence                                                         | Avignon                                 | Vaucluse                | Provence-Alpes-Côte d'Azur | classé     | « PA00081956 », notice no PA00081956 | 43° 57′ 00″ nord, 4° 48′ 25″ est   |       |
| Fort de Buoux                                                        | Buoux                                   | Vaucluse                | Provence-Alpes-Côte d'Azur | classé     | « PA00081985 », notice no PA00081985 | 43° 48′ 16″ nord, 5° 21′ 20″ est   |       |
| Chapelle Notre-Dame-des-Anges de Rustrel                             | Rustrel                                 | Vaucluse                | Provence-Alpes-Côte d'Azur | inscrit    | « PA00082140 », notice no PA00082140 | 43° 56′ 46″ nord, 5° 27′ 58″ est   |       |
| Café de la Paix de Valréas                                           | Valréas                                 | Vaucluse                | Provence-Alpes-Côte d'Azur | inscrit    | « PA00082191 », notice no PA00082191 | 44° 22′ 59″ nord, 4° 59′ 16″ est   |       |
| Château d'Asson                                                      | La Boissière-de-Montaigu                | Vendée                  | Pays de la Loire           | inscrit    | « PA00110052 », notice no PA00110052 | 46° 58′ 19″ nord, 1° 11′ 34″ ouest |       |
| Château du Puy du Fou                                                | Les Epesses                             | Vendée                  | Pays de la Loire           | classé     | « PA00110089 », notice no PA00110089 | 46° 53′ 31″ nord, 0° 55′ 48″ ouest |       |
| Prieuré de Foussais                                                  | Foussais-Payré                          | Vendée                  | Pays de la Loire           | inscrit    | « PA00110121 », notice no PA00110121 | 46° 31′ 48″ nord, 0° 40′ 58″ ouest |       |
| Redoute romaine de l'Île-d'Yeu                                       | L'Île-d'Yeu                             | Vendée                  | Pays de la Loire           | inscrit    | « PA00110146 », notice no PA00110146 | 46° 42′ 08″ nord, 2° 22′ 44″ ouest |       |
| Église Notre-Dame de Beaumont                                        | Beaumont                                | Vienne                  | Nouvelle-Aquitaine         | inscrit    | « PA00105345 », notice no PA00105345 | 46° 44′ 15″ nord, 0° 25′ 42″ est   |       |
| Château de Bourg-Archambault                                         | Bourg-Archambault                       | Vienne                  | Nouvelle-Aquitaine         | classé     | « PA00105359 », notice no PA00105359 | 46° 22′ 55″ nord, 1° 00′ 07″ est   |       |
| Gentilhommière de la Rivière-aux-Chirets                             | Chauvigny                               | Vienne                  | Nouvelle-Aquitaine         | inscrit    | « PA00105415 », notice no PA00105415 | 46° 33′ 13″ nord, 0° 37′ 48″ est   |       |
| Logis de La Cigogne                                                  | Mignaloux-Beauvoir                      | Vienne                  | Nouvelle-Aquitaine         | inscrit    | « PA00105529 », notice no PA00105529 | 46° 32′ 50″ nord, 0° 25′ 05″ est   |       |
| Croix hosannière de Moncontour                                       | Moncontour                              | Vienne                  | Nouvelle-Aquitaine         | inscrit    | « PA00105539 », notice no PA00105539 | 46° 53′ 10″ nord, 0° 01′ 00″ ouest |       |
| Hôtel                                                                | Montmorillon                            | Vienne                  | Nouvelle-Aquitaine         | inscrit    | « PA00105550 », notice no PA00105550 | 46° 25′ 36″ nord, 0° 52′ 06″ est   |       |
| Dolmen de Chiroux                                                    | Plaisance                               | Vienne                  | Nouvelle-Aquitaine         | classé     | « PA00105581 », notice no PA00105581 | 46° 17′ 42″ nord, 0° 51′ 11″ est   |       |
| Thermes gallo-romains                                                | Poitiers                                | Vienne                  | Nouvelle-Aquitaine         | classé     | « PA00105658 », notice no PA00105658 | 46° 35′ 18″ nord, 0° 20′ 39″ est   |       |
| Croix hosannière de Valdivienne                                      | Valdivienne                             | Vienne                  | Nouvelle-Aquitaine         | inscrit    | « PA00105751 », notice no PA00105751 | 46° 30′ 40″ nord, 0° 38′ 25″ est   |       |
| Pigeonnier de Vouzailles                                             | Vouzailles                              | Vienne                  | Nouvelle-Aquitaine         | inscrit    | « PA00105786 », notice no PA00105786 | 46° 42′ 32″ nord, 0° 05′ 47″ est   |       |
| Abbatiale Saint-Maur                                                 | Bleurville                              | Vosges                  | Grand Est                  | classé     | « PA00107095 », notice no PA00107095 | 48° 03′ 42″ nord, 5° 57′ 51″ est   |       |
| Imagerie                                                             | Épinal                                  | Vosges                  | Grand Est                  | inscrit    | « PA00107141 », notice no PA00107141 | 48° 11′ 03″ nord, 6° 26′ 47″ est   |       |
| Maison du Bailli                                                     | Épinal                                  | Vosges                  | Grand Est                  | classé     | « PA00107147 », notice no PA00107147 | 48° 10′ 30″ nord, 6° 27′ 00″ est   |       |
| Abbaye Saint-Pierre                                                  | Étival-Clairefontaine                   | Vosges                  | Grand Est                  | inscrit    | « PA00107164 », notice no PA00107164 | 48° 21′ 52″ nord, 6° 51′ 58″ est   |       |
| Église Sainte-Libaire                                                | Rambervillers                           | Vosges                  | Grand Est                  | classé     | « PA00107229 », notice no PA00107229 | 48° 20′ 45″ nord, 6° 38′ 10″ est   |       |
| Hôtel de ville                                                       | Raon-l'Étape                            | Vosges                  | Grand Est                  | inscrit    | « PA00107245 », notice no PA00107245 | 48° 24′ 26″ nord, 6° 50′ 38″ est   |       |
| Église Saint-Luc                                                     | Raon-l'Étape                            | Vosges                  | Grand Est                  | inscrit    | « PA00107232 », notice no PA00107232 | 48° 24′ 28″ nord, 6° 50′ 39″ est   |       |
| Halle aux grains                                                     | Raon-l'Étape                            | Vosges                  | Grand Est                  | inscrit    | « PA00107244 », notice no PA00107244 | 48° 24′ 24″ nord, 6° 50′ 40″ est   |       |
| Château de Lichecourt                                                | Relanges                                | Vosges                  | Grand Est                  | inscrit    | « PA00107251 », notice no PA00107251 | 48° 05′ 53″ nord, 5° 59′ 57″ est   |       |
| La Rotonde                                                           | Thaon-les-Vosges                        | Vosges                  | Grand Est                  | inscrit    | « PA00107303 », notice no PA00107303 | 48° 14′ 45″ nord, 6° 25′ 40″ est   |       |
| Château de Thuillières                                               | Thuillières                             | Vosges                  | Grand Est                  | inscrit    | « PA00107305 », notice no PA00107305 | 48° 09′ 18″ nord, 6° 00′ 30″ est   |       |
| Maison de Marie Noël                                                 | Auxerre                                 | Yonne                   | Bourgogne-Franche-Comté    | inscrit    | « PA00113601 », notice no PA00113601 | 47° 47′ 40″ nord, 3° 34′ 21″ est   |       |
| Château de Domecy-sur-Cure                                           | Domecy-sur-Cure                         | Yonne                   | Bourgogne-Franche-Comté    | inscrit    | « PA00113674 », notice no PA00113674 | 47° 24′ 40″ nord, 3° 47′ 52″ est   |       |
| Maison d'André Derain                                                | Chambourcy                              | Yvelines                | Île-de-France              | inscrit    | « PA00087399 », notice no PA00087399 | 48° 54′ 23″ nord, 2° 02′ 14″ est   |       |
| Église Saint-Mesme de Sainte-Mesme                                   | Sainte-Mesme                            | Yvelines                | Île-de-France              | inscrit    | « PA00087640 », notice no PA00087640 | 48° 31′ 59″ nord, 1° 57′ 41″ est   |       |
| Villa Bomsel                                                         | Versailles                              | Yvelines                | Île-de-France              | inscrit    | « PA00087776 », notice no PA00087776 | 48° 48′ 40″ nord, 2° 08′ 11″ est   |       |
| Palais Rose du Vésinet                                               | Le Vésinet                              | Yvelines                | Île-de-France              | inscrit    | « PA00087779 », notice no PA00087779 | 48° 53′ 50″ nord, 2° 07′ 36″ est   |       |